# 中環街市
中環街市（英語：Central Market），是香港一座摩登流線型的街市，於1939年落成，位於香港島中環皇后大道中93號及德輔道中80號。現時的街市為第四代市場及第三代中環街市建築，與同期建成的舊灣仔街市屬同一風格，是香港少數在戰前落成的室內街市。
街市由工務司署設計及建造，1980年代改造成中環至半山自動扶手電梯系統的一部份。1990年獲擬定為三級歷史建築（惟評級一度未有被確定，直至2022年3月10日才予以確定評級），但2003年停止運作後曾一度被列入勾地表，後來政府將其剔出並交由市區重建局進行活化。華懋集團取得營運權後，街市在2021年重新對外開放。

## 歷史

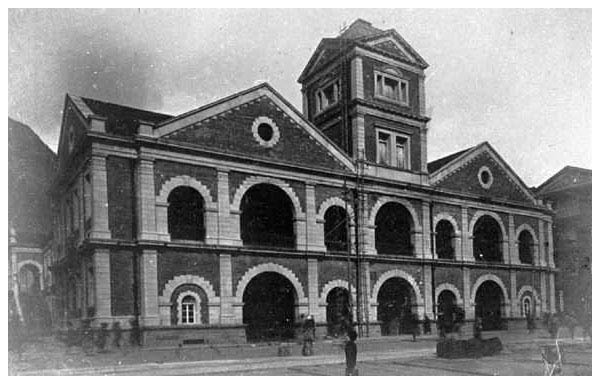
第二代中環街市建築（海傍立面）

中環街市前身是「廣州市場」，約位於皇后大道中與嘉咸街交界，為早年的中環華人居民而開設，一直是中西文化及新舊交替的匯聚點。1860 年，一次大暴雨就沖毀大部分引水設施，廣州市場（Canton Bazaar，亦即中環街市前身）很多房屋倒塌。
至1858年遷至皇后大道中93號及德輔道中80號現址，建成第一代中環街市建築；
第二代中環街市建築則在原址重建，於1895年落成，屬於維多利亞式房屋設計，樓高3層，中央設有塔式建築，並於1937年9月15日拆卸。
第二代中環街市建築圖片

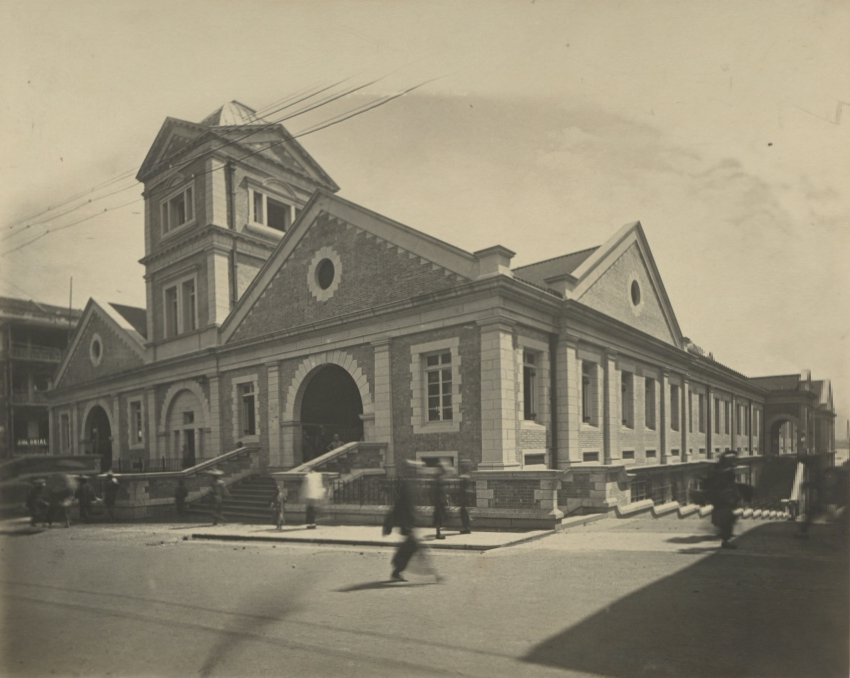
面向皇后大道的立面
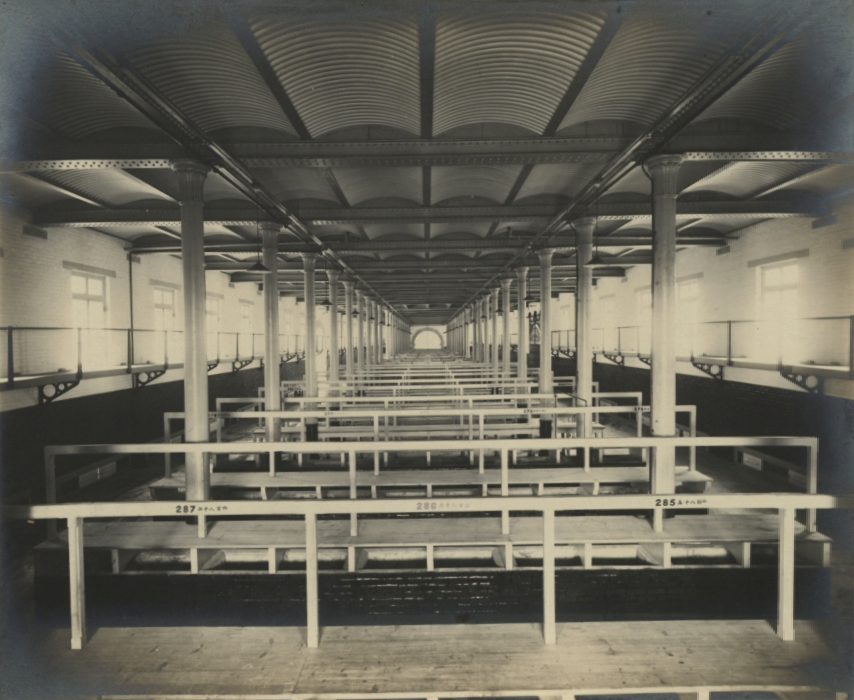
下層零售檔攤
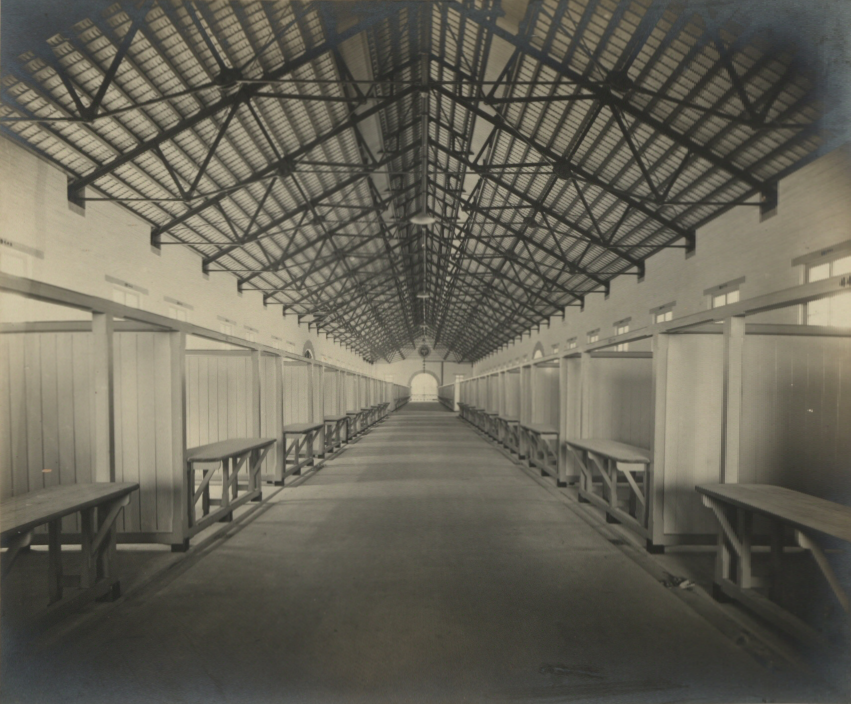
上層商店

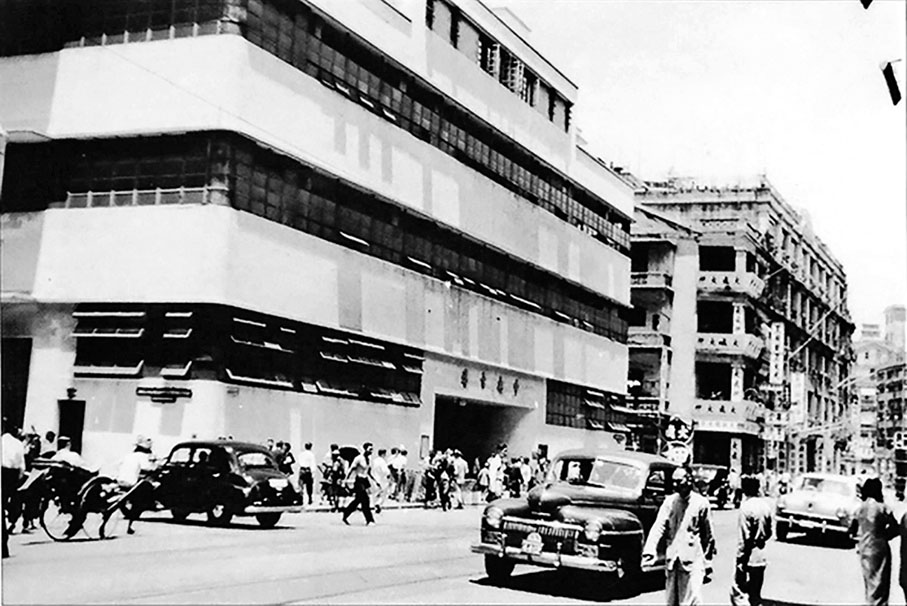
香港日治時期時曾改稱中央市場的中環街市

第三代中環街市建築於1939年5月落成，耗資九十萬港元，5月4日正式營業，樓高4層，內有263位檔主；同年5月3日，位於地下的鷄鴨枱及鮮魚枱率先開業；翌日，位於二樓的肉枱開業；第三日，位於三樓的果菜枱亦告開業。香港日治時期曾改稱中央市場。1990年獲古物諮詢委員會列為三級歷史建築。

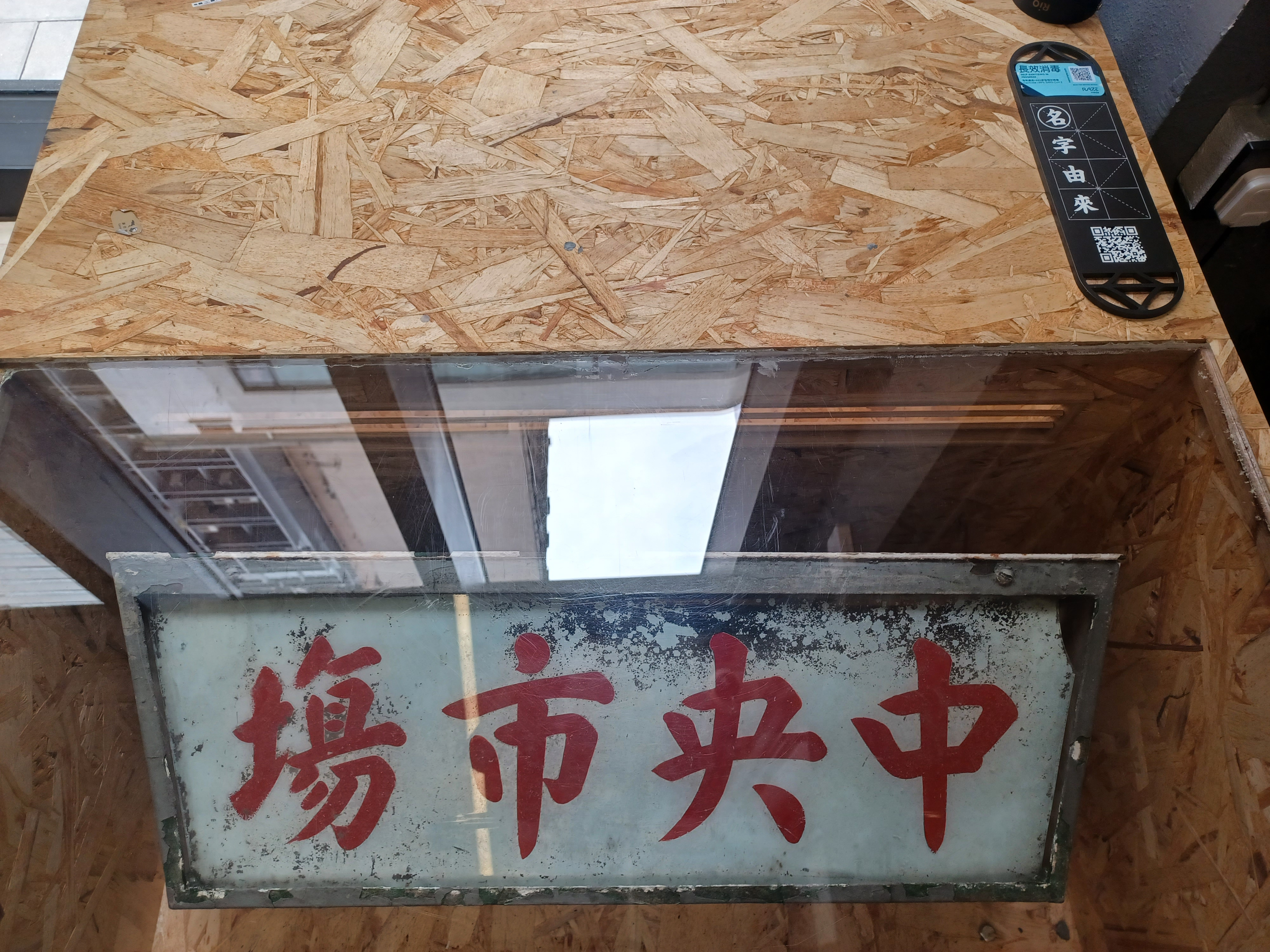
街市曾經使用的「中央市場」牌箱

經過多輪研究和諮詢後，中環街市大樓最終在2017年10月開始進行活化工程，未來完成後部份攤檔將獲得保留。

## 建築特色

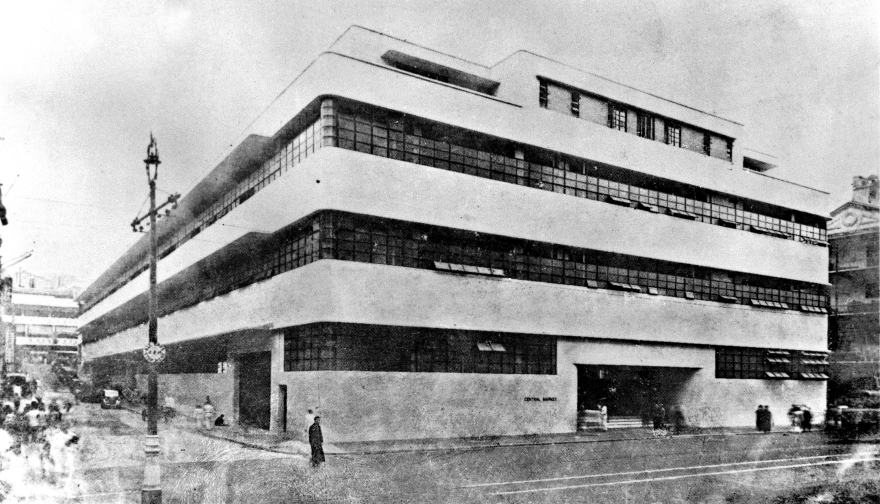
第三代中環街市建築，注重橫向線條

### 創新設計
中環街市街市正門位於德輔道中，有當年最新型的電梯上落。門口共有4個，向着德輔道的是正門，租庇利街及域多利皇后街各有橫門，進入街市地下；至於皇后大道中入口，可見二樓肉枱。當時中區德己立街、威靈頓街的公共廁所都建在地底，既骯髒又黑暗。而中環街市的公共廁所則光線及透氣性都不錯，而且另外設有女廁，於當時而言為先進設計。中環街市設置垃圾槽亦為香港建築之創舉，各層樓的垃圾從垃圾槽集中至域多利街的總出口，在槽口由垃圾車收集垃圾。

### 建築風格
這幢歷史建築由當年的工務司署設計，用了一年時間完成建造，是後期裝飾風藝術主義衍生出來的一門風格，大樓的特色是簡單的橫向線條以實用功能為主，而窗戶的設計也是包浩斯（Bauhaus）的特色。窗戶不再是在牆壁上開一個一個的口子，而是以橫向綫條造成長條形的「窗牆」，成為牆壁的一部分。建築內部設有寬闊樓梯，以及一個大天井。此外，中環街市的圓角，對稱的室內格局，窗口上流綫形的懸臂遮陽簷篷等，是「摩登流線型建築」（Streamline Moderne）的特徵。

## 外部圖片（停用後至重開前）

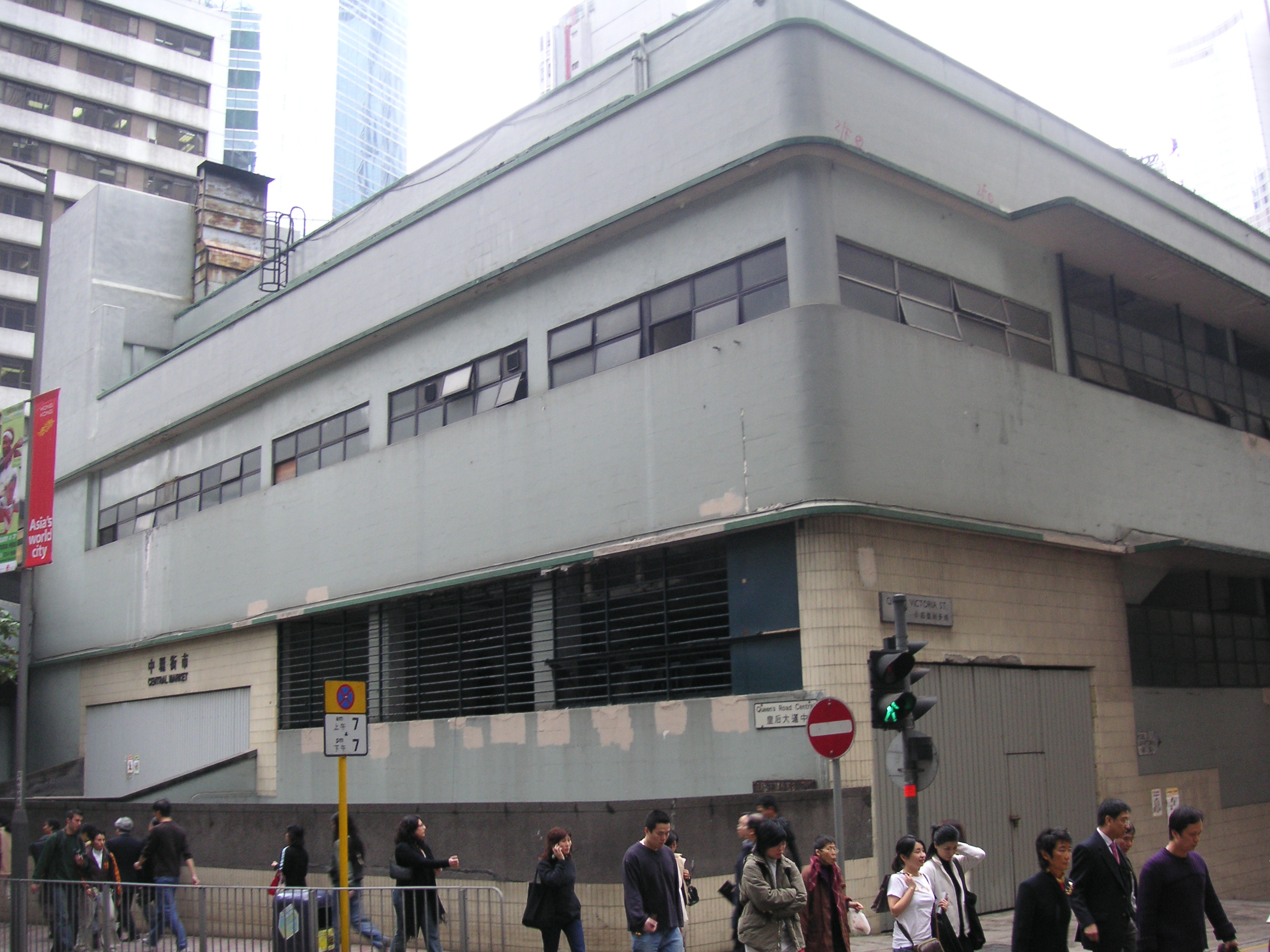
2005年
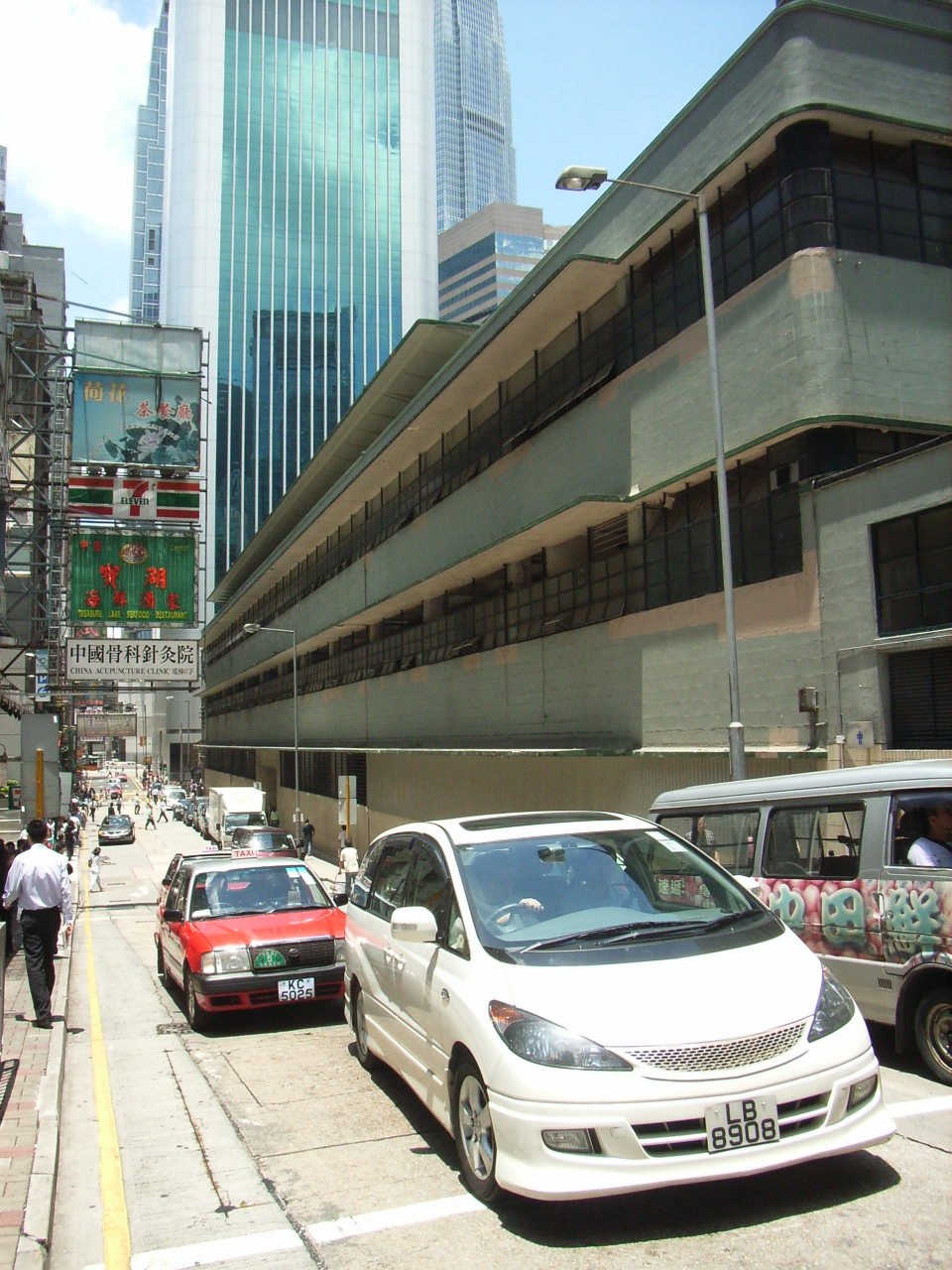
2006年
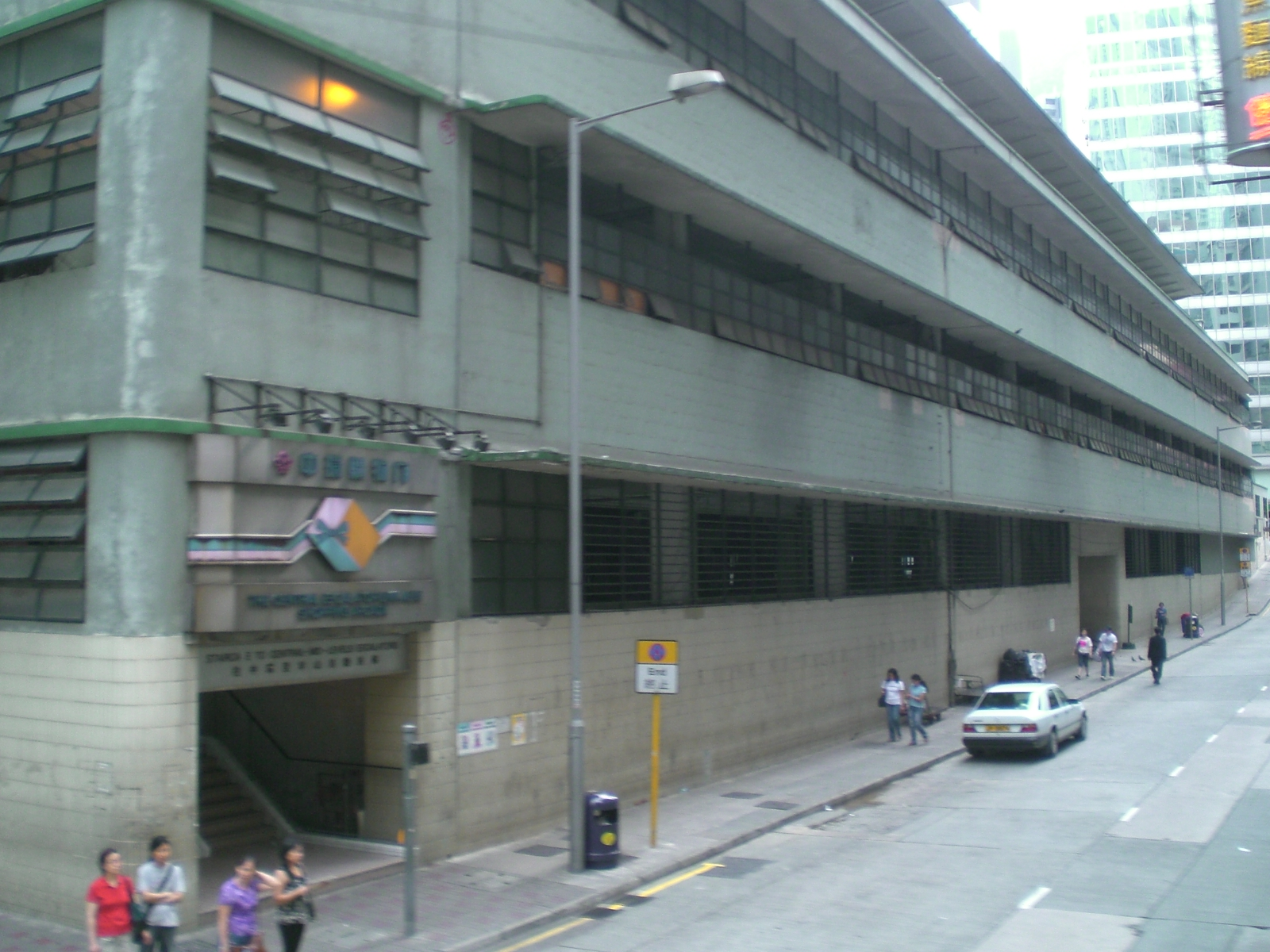
2008年
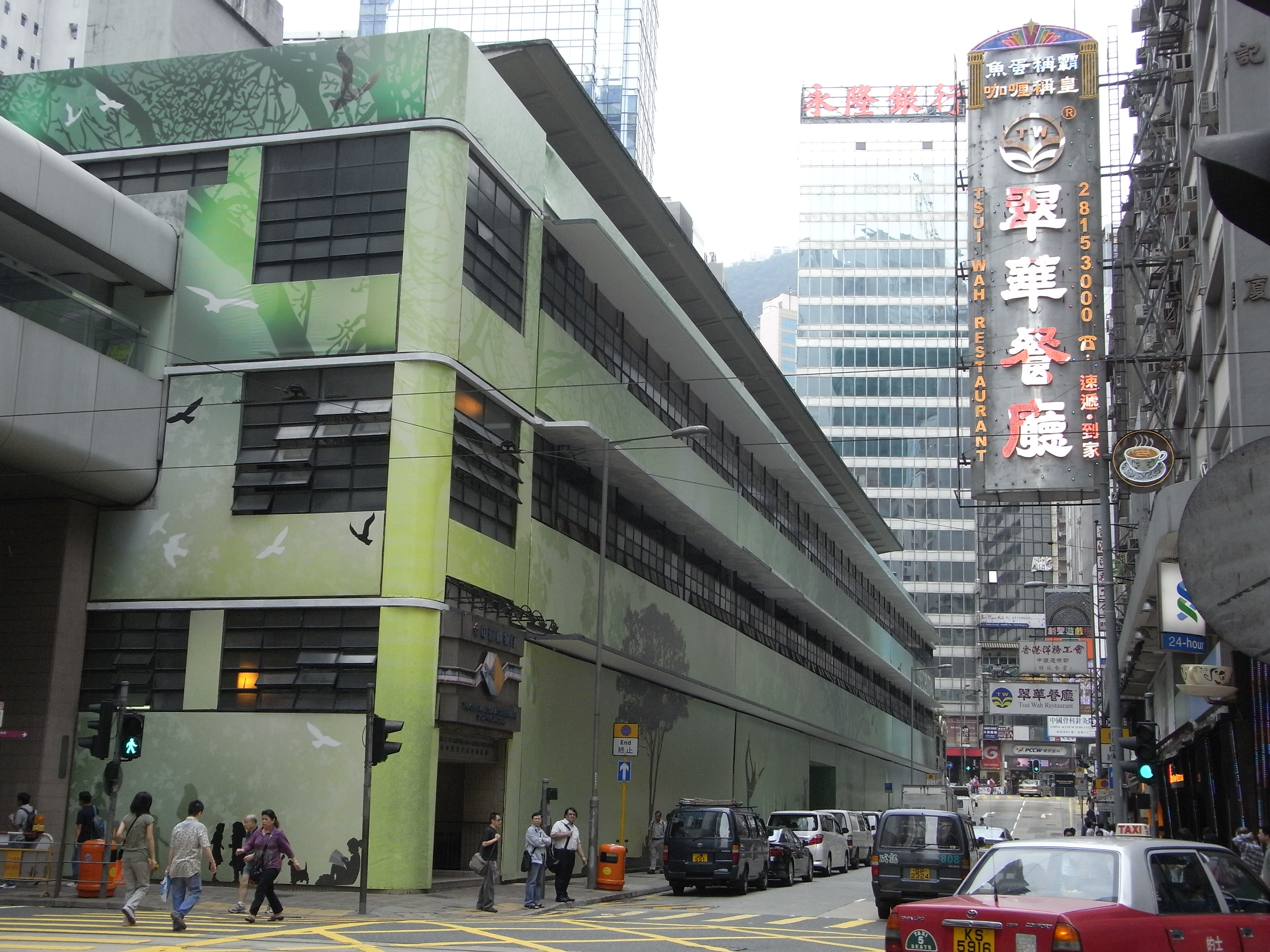
2010年
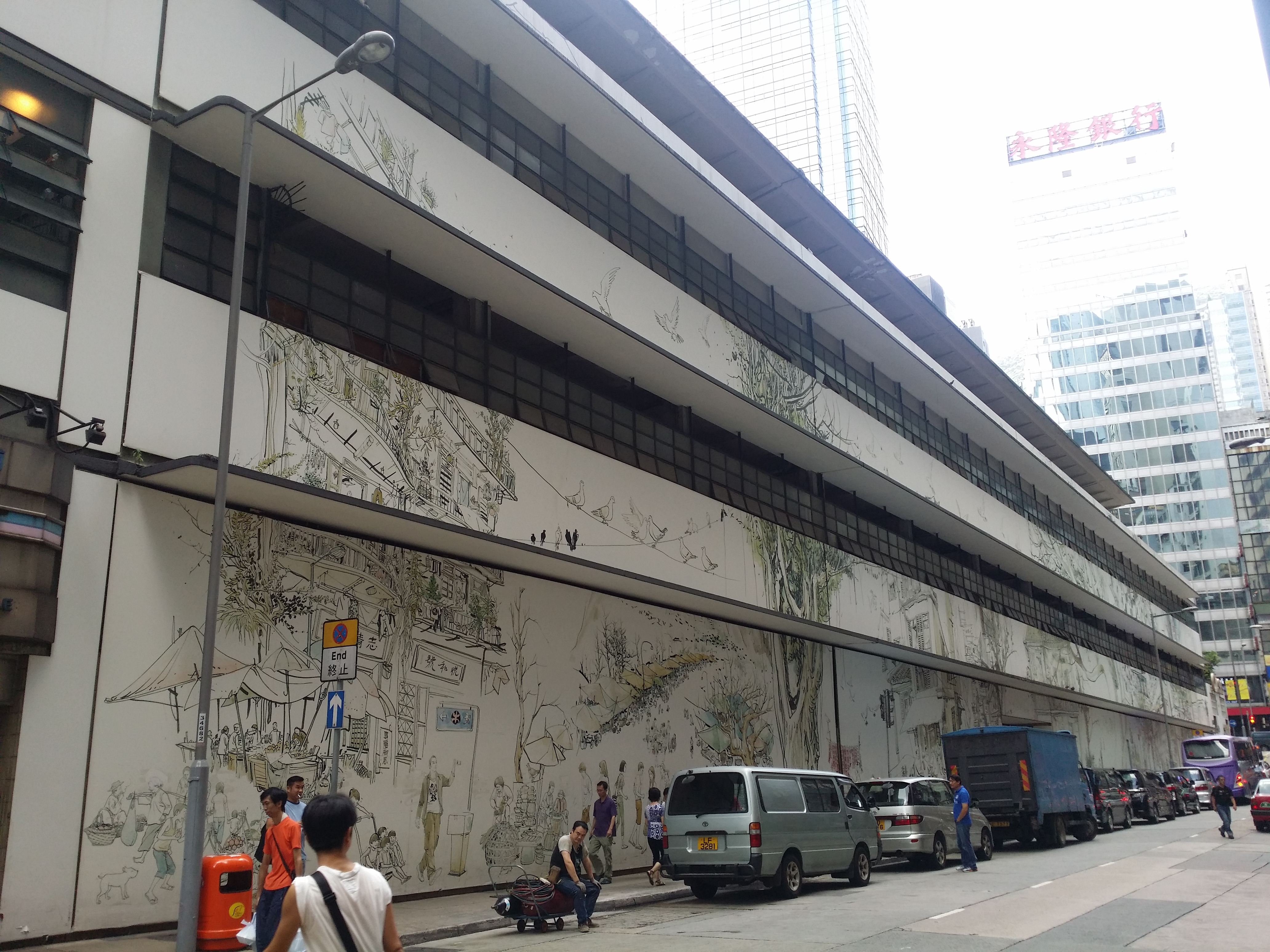
2014年
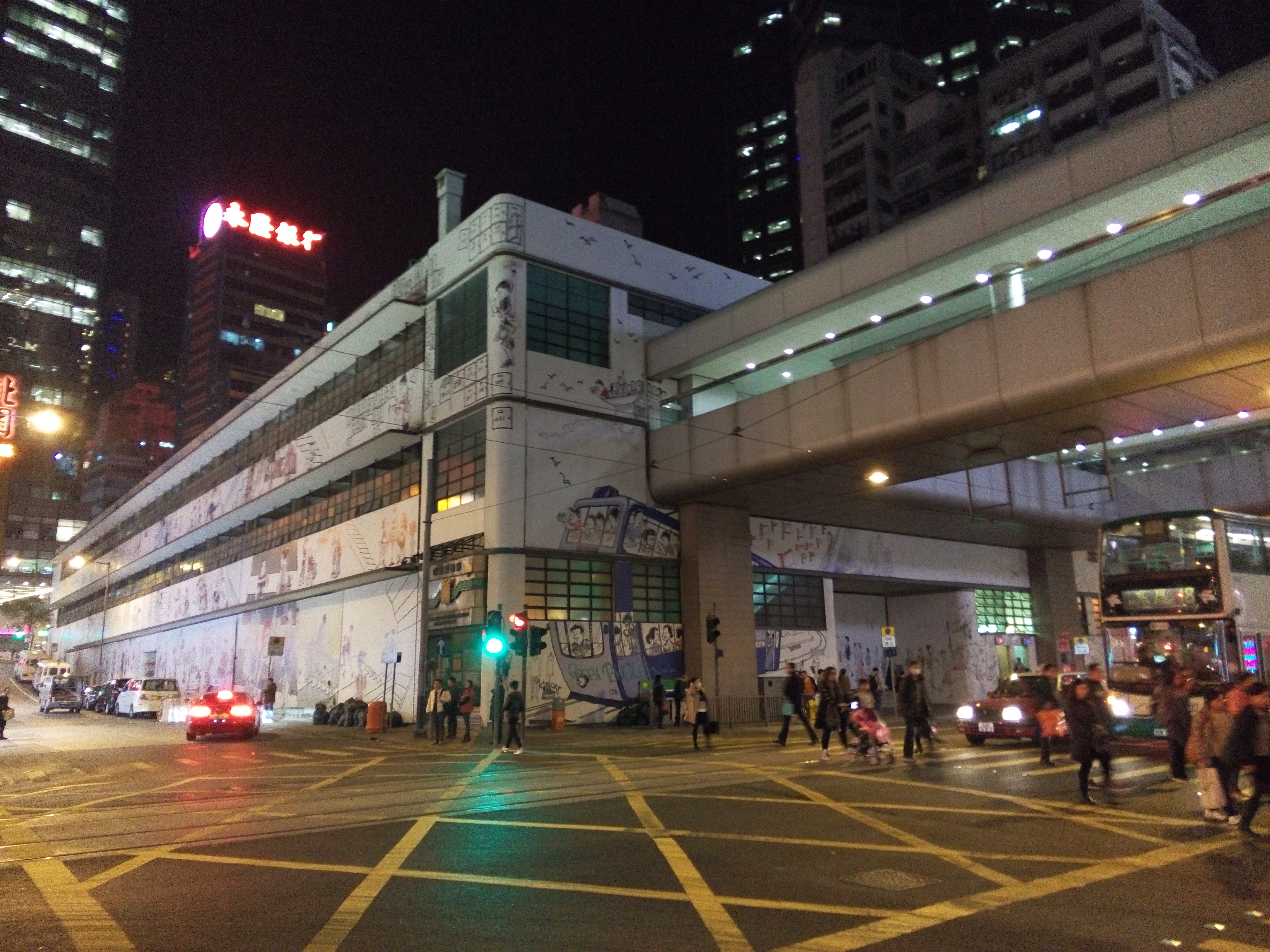
2015年2月
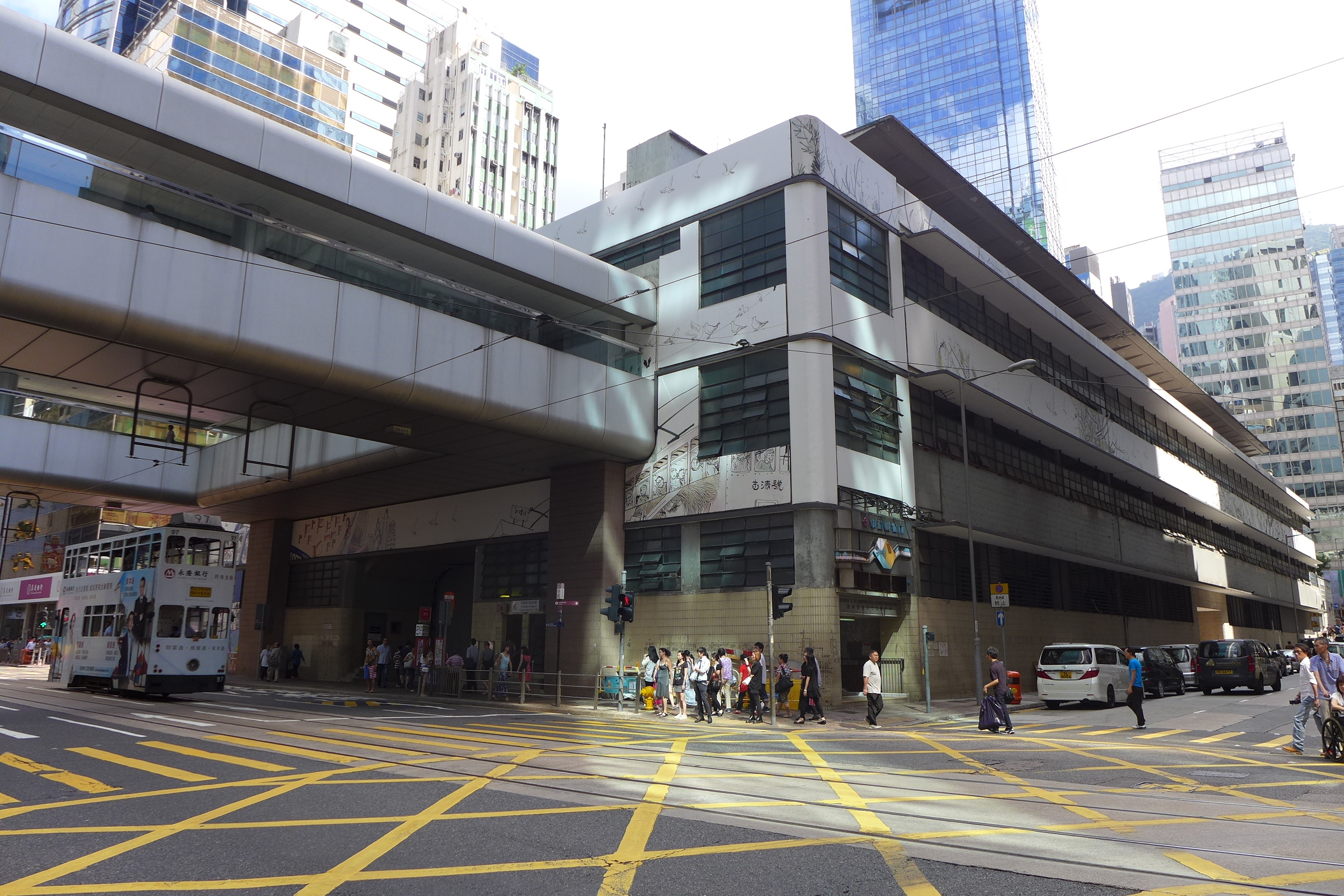
2015年6月
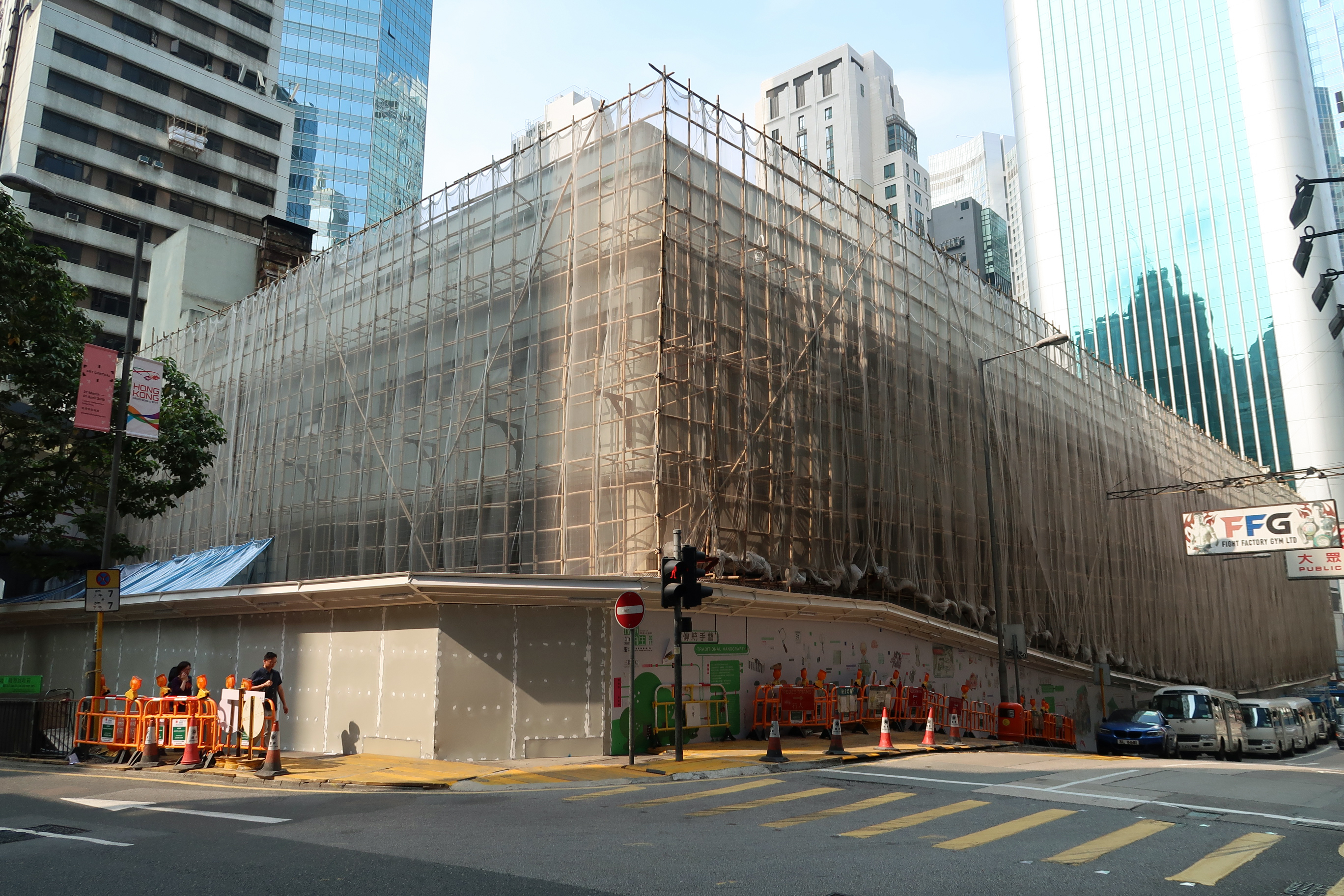
2018年3月
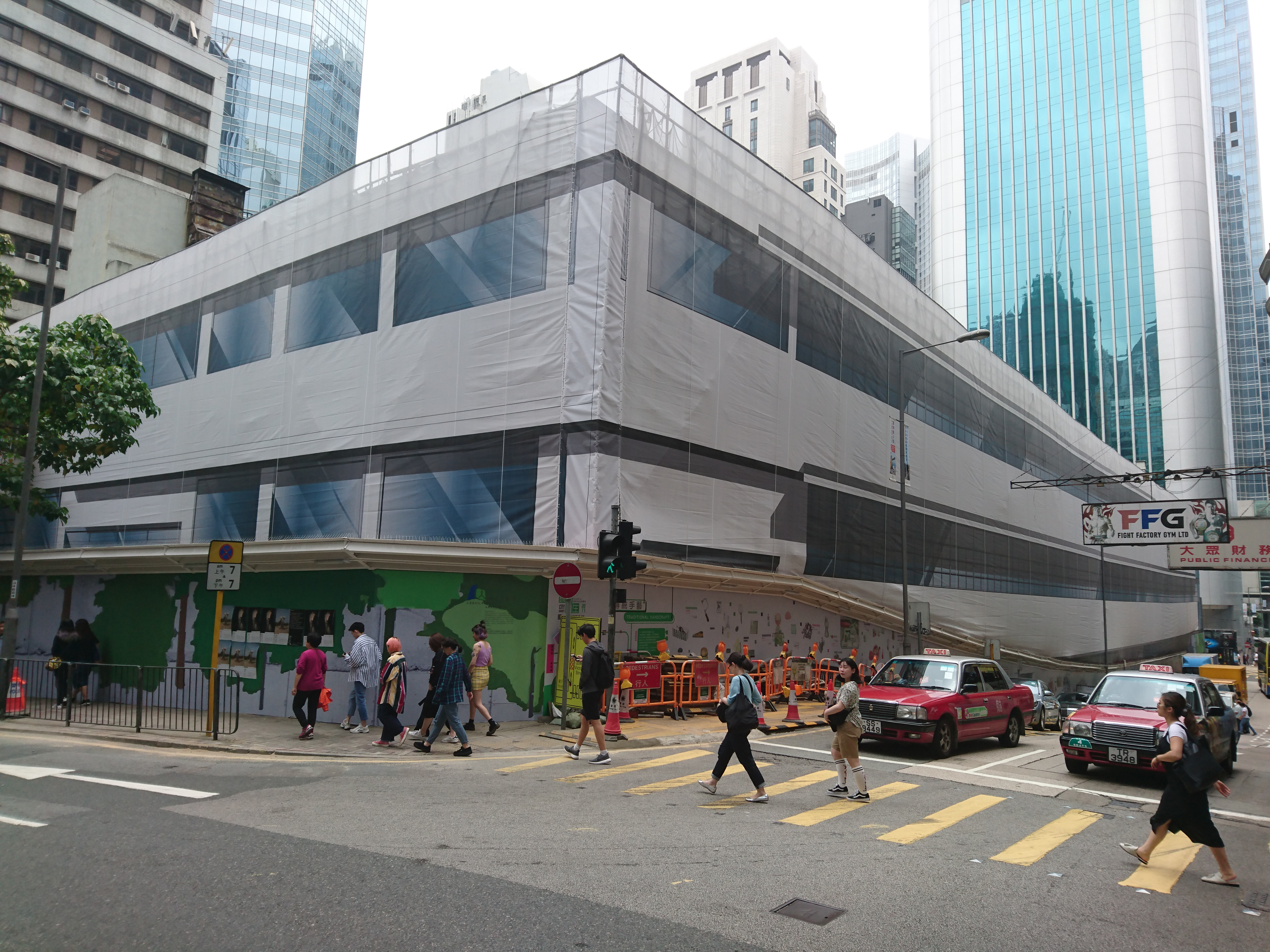
2018年5月
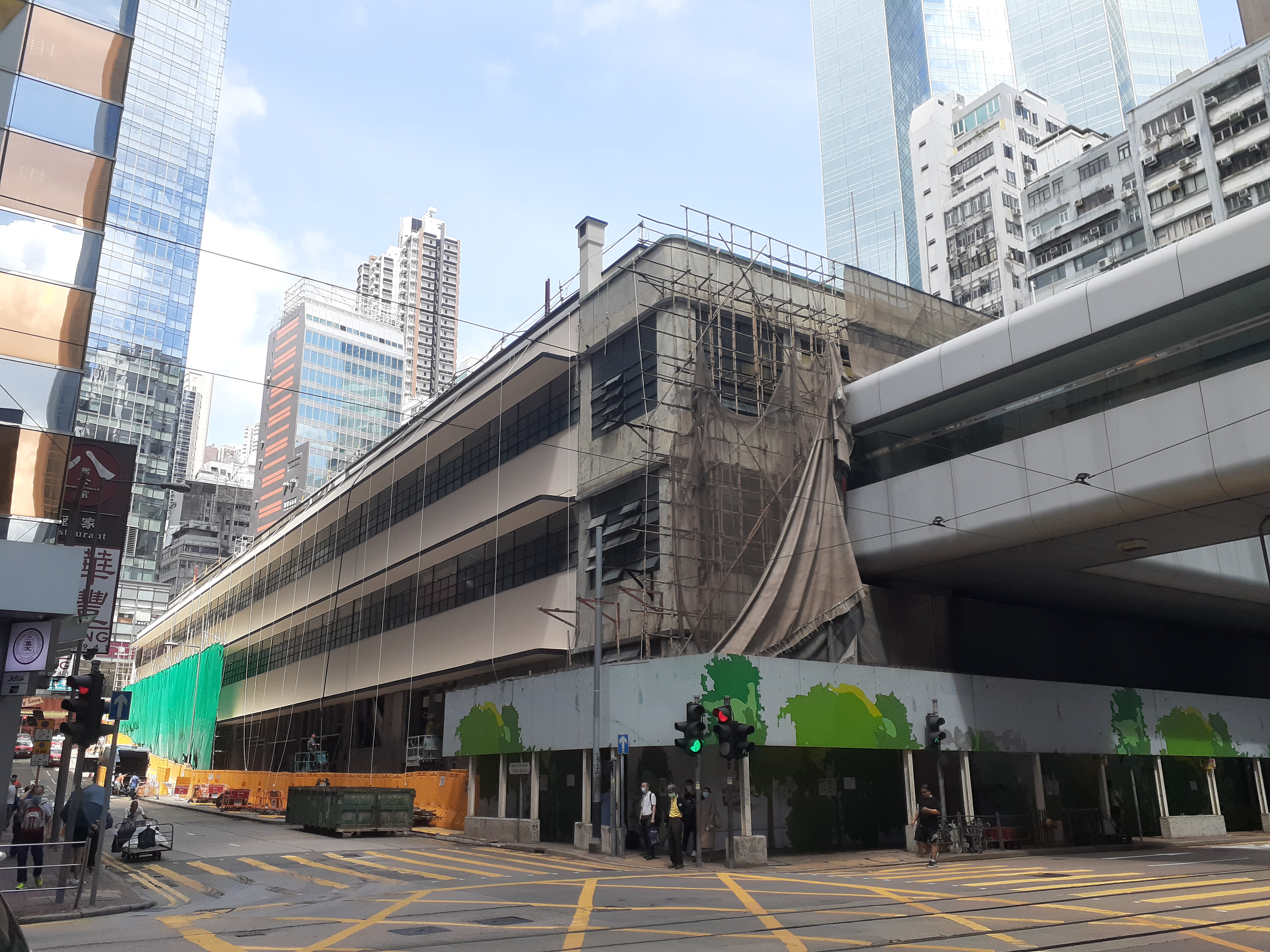
2020年7月
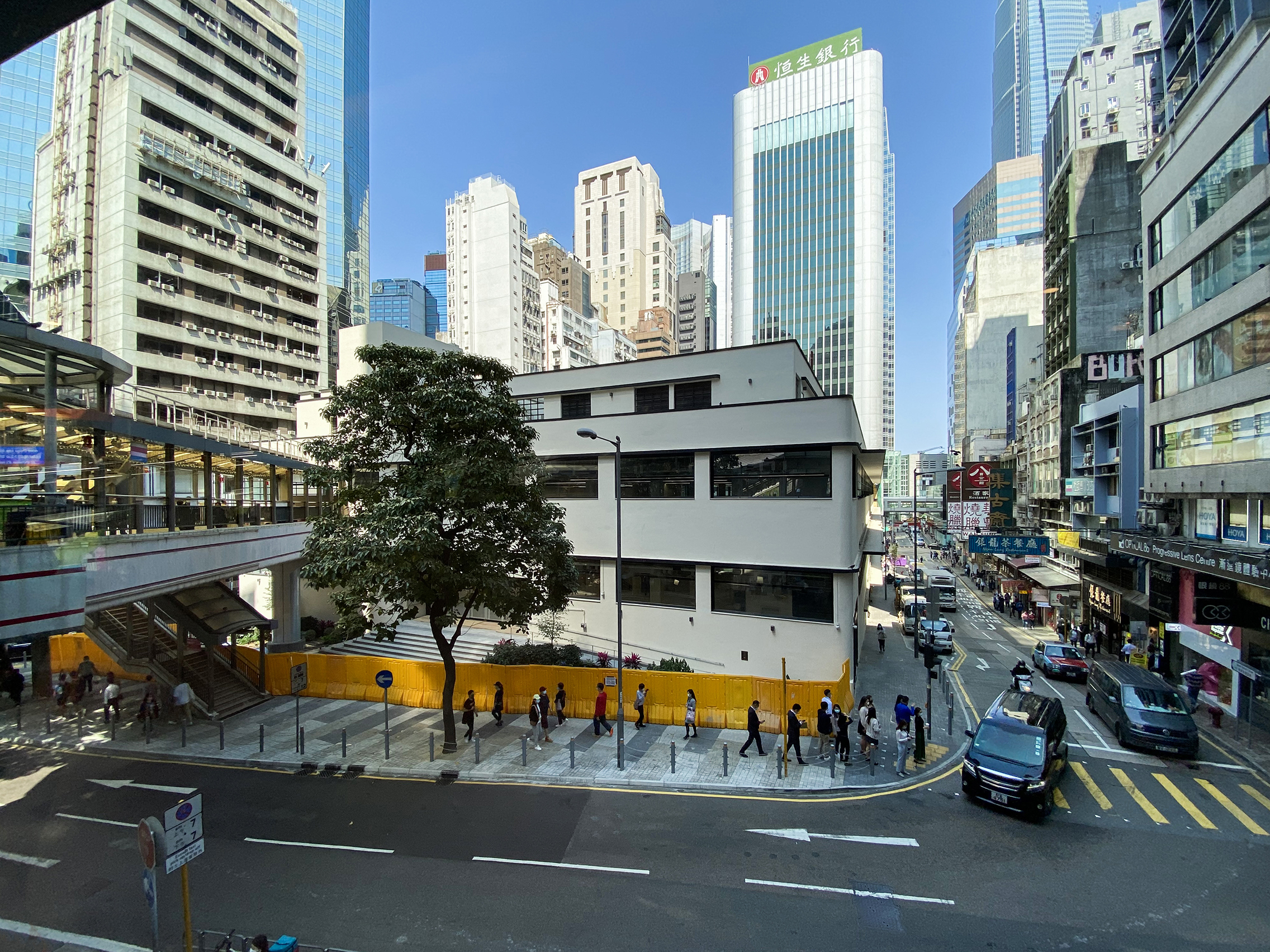
2021年2月

## 重建研究

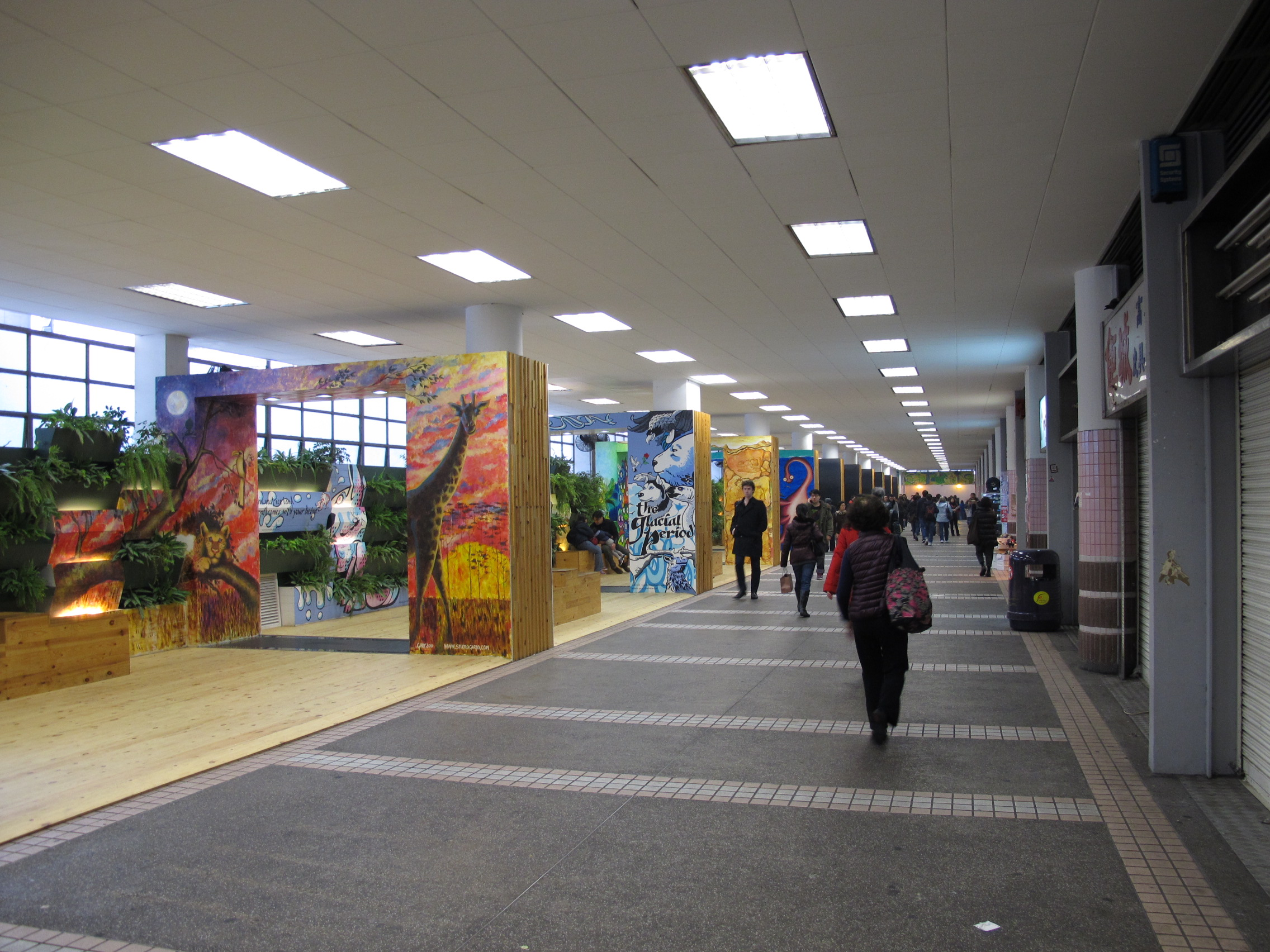
2012年的中環購物廊

1994年，中環至半山自動扶梯系統啟用後，中環街市的上層被改建為中環購物廊（又稱中區購物廊）。1997年前，當時的市政局協議將街市遷往至荷李活道，但金融風暴令商廈市道滑落，令政府一度擱置計劃。到1998年，審計署批評，位於黃金地段的中環街市使用率低，是浪費及不合理安排，所以政府到2000年當寫字樓市場在科技熱潮下再次活躍下，研究將街市重建，以善用地皮。不過因商舖搬遷問題未能解決下，將有關的搬遷日期再度押後至2003年。

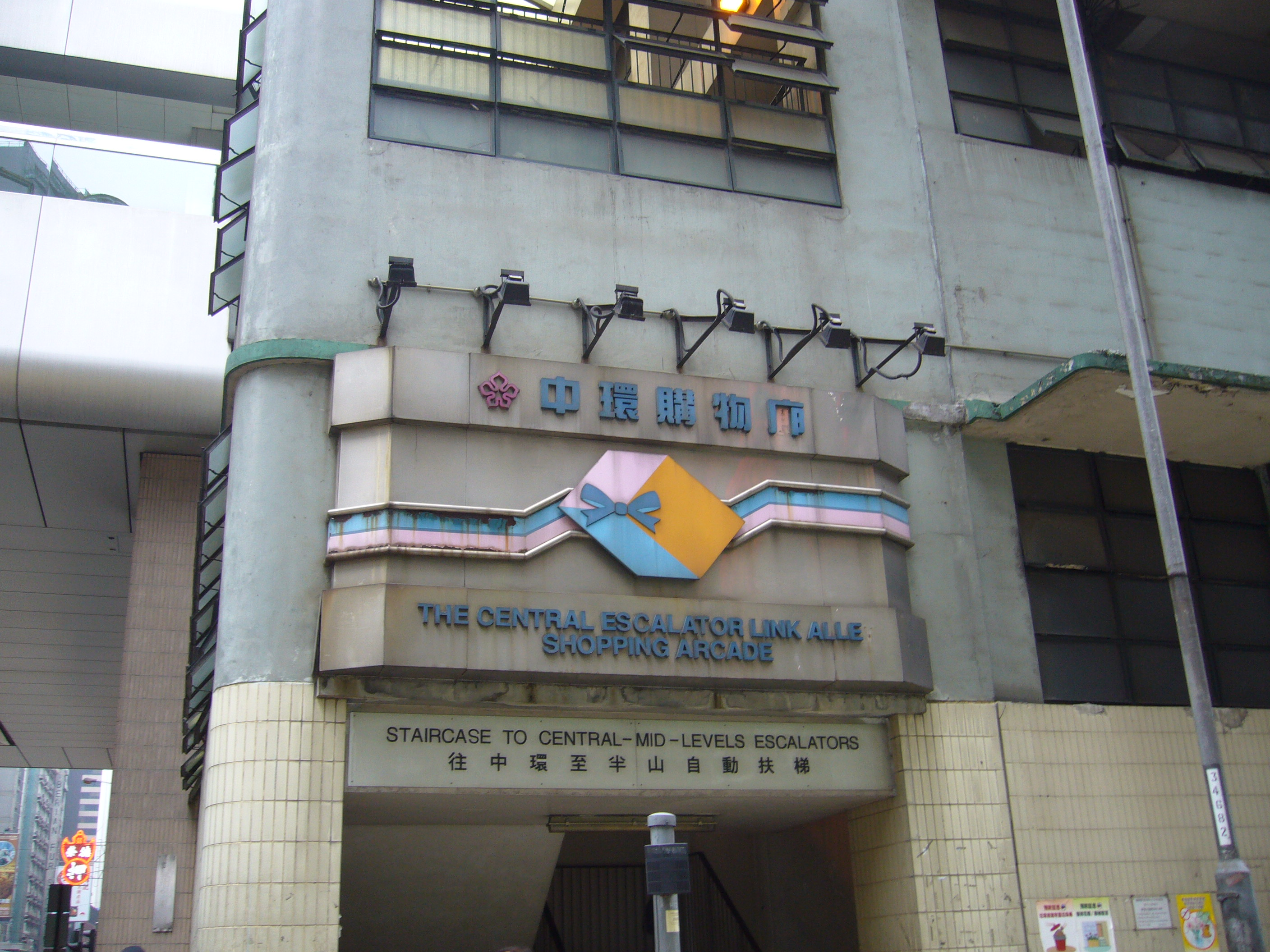
租庇利街中環購物廊入口
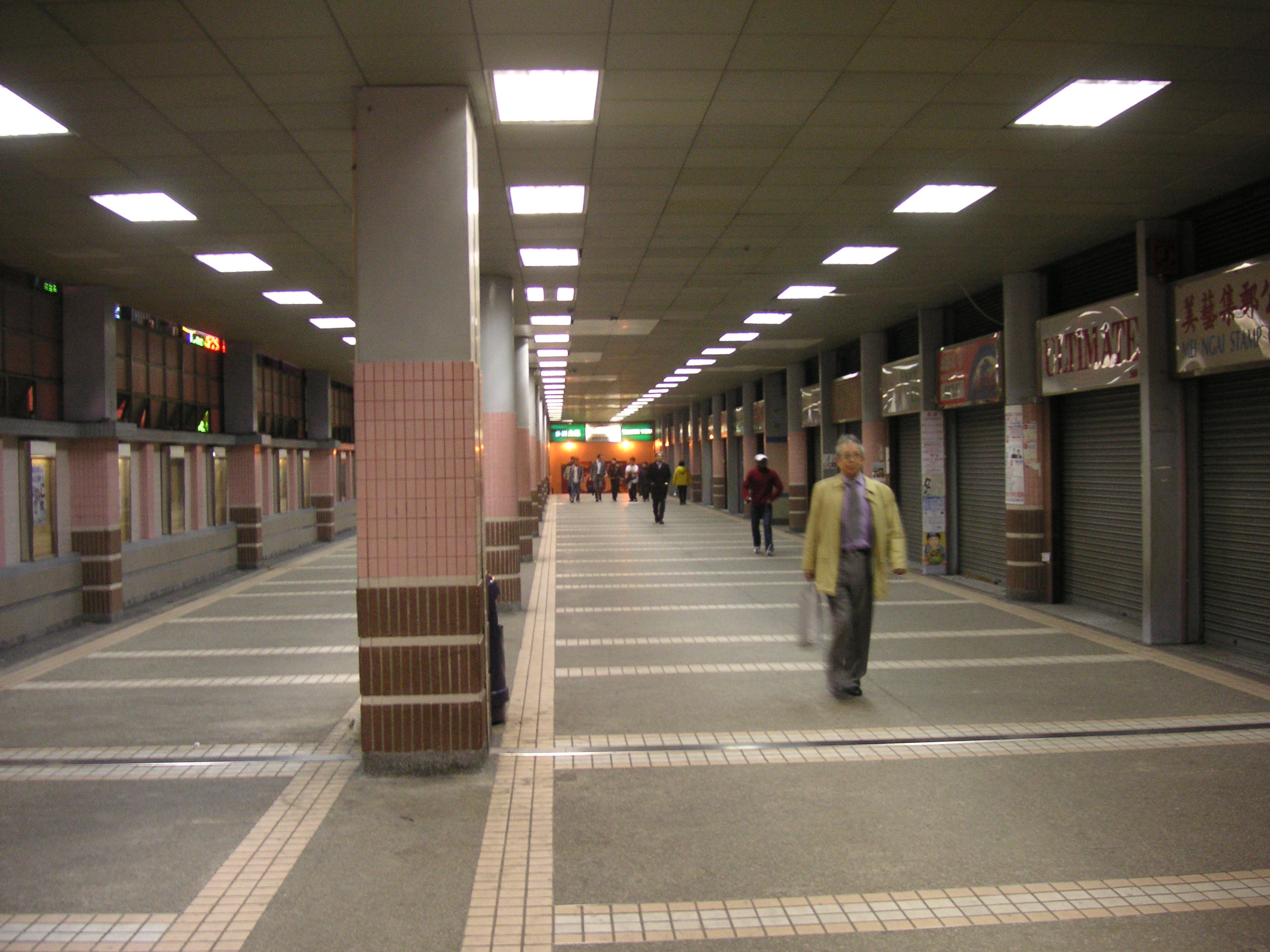
2005年的中環購物廊
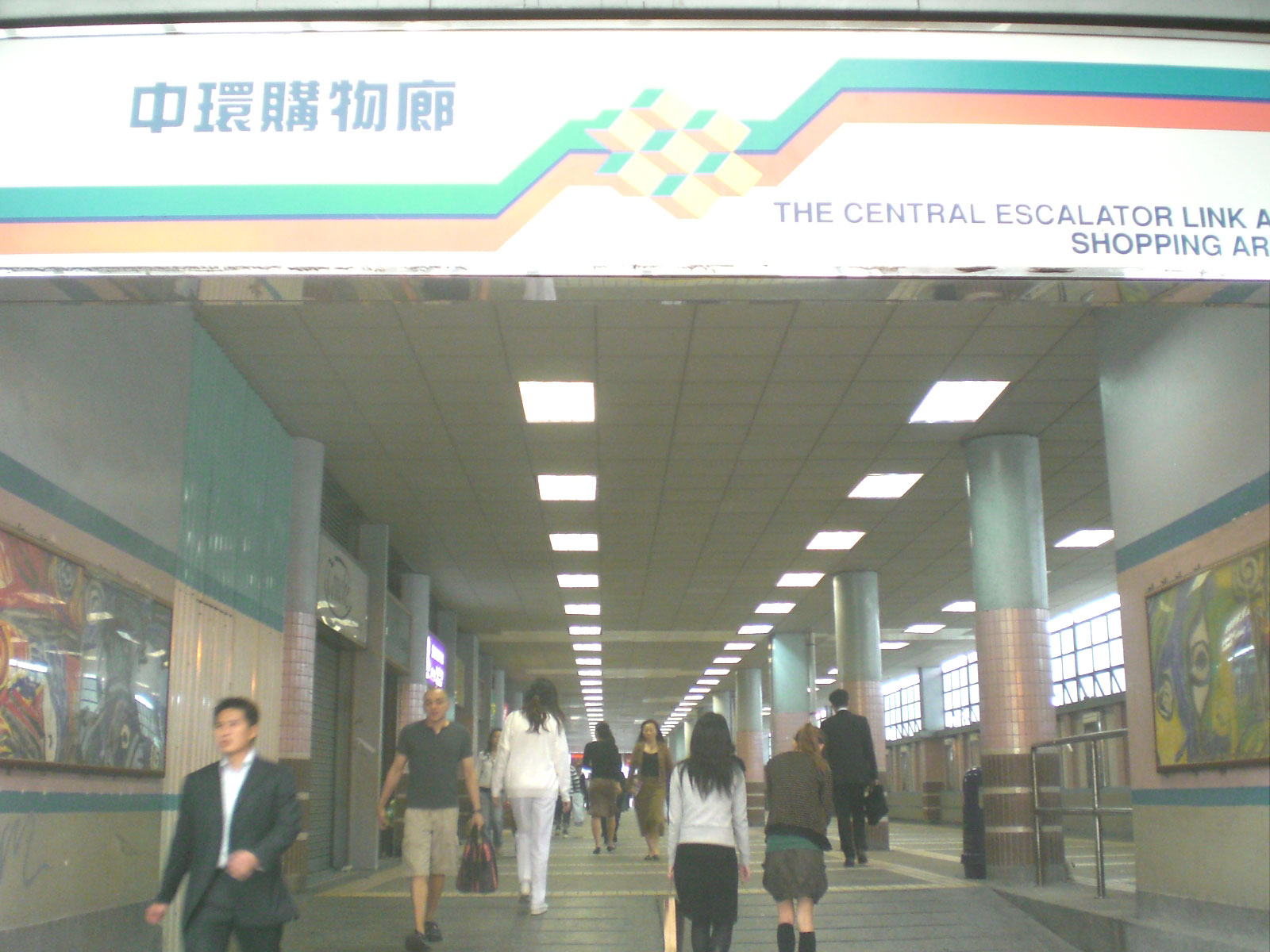
2007年的中環購物廊
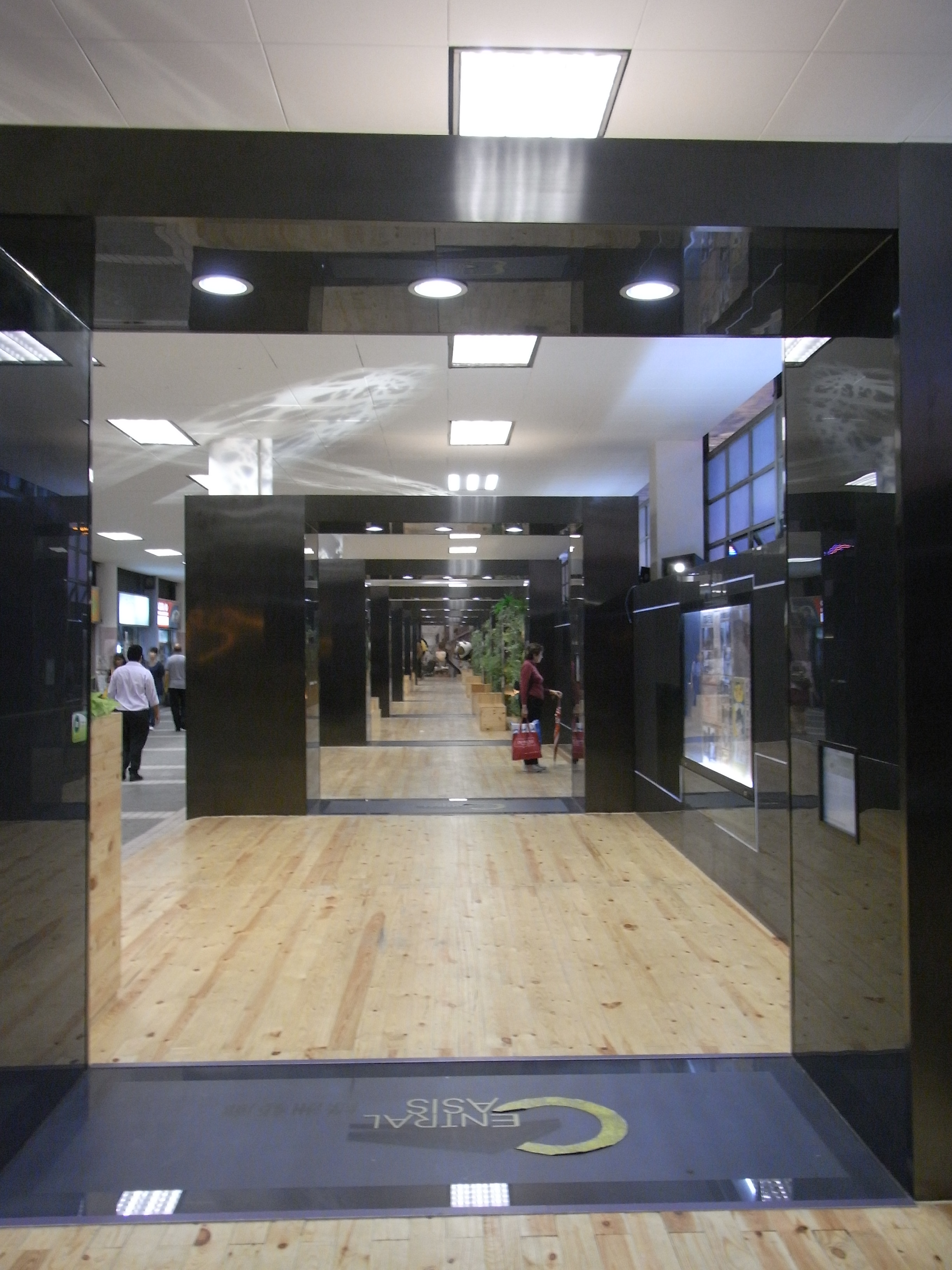
2010年的中環購物廊

2002年2月，食環署交代中環街市重建計畫對檔戶的安排，綜合區議會及檔戶的意見，政府將對101個合資格的租檔提供相等於24月租金的特惠賠償，金額由89,000元至286,000元不等，平均則為205,000元。其他部分則於2003年3月停止運作，並加設圍板。
2002年12月，政府曾把中環街市現址納入2004年的勾地表，並只要求發展商展示舊日照片，即建築物會在土地拍賣後拆卸，但有團體要求政府把街市列作歷史保育。其後勾地再度押後，到2006年11月推出賣地章程，當中高度限制為160米，而且需要為政府興建兩項政府設施包括公廁及公眾休憩地方。唯一直未錄發展商試勾申請。在2017年活化工程前，中環街市只有中環購物廊內數間小商店和一所位於北面的公廁仍然運作中。

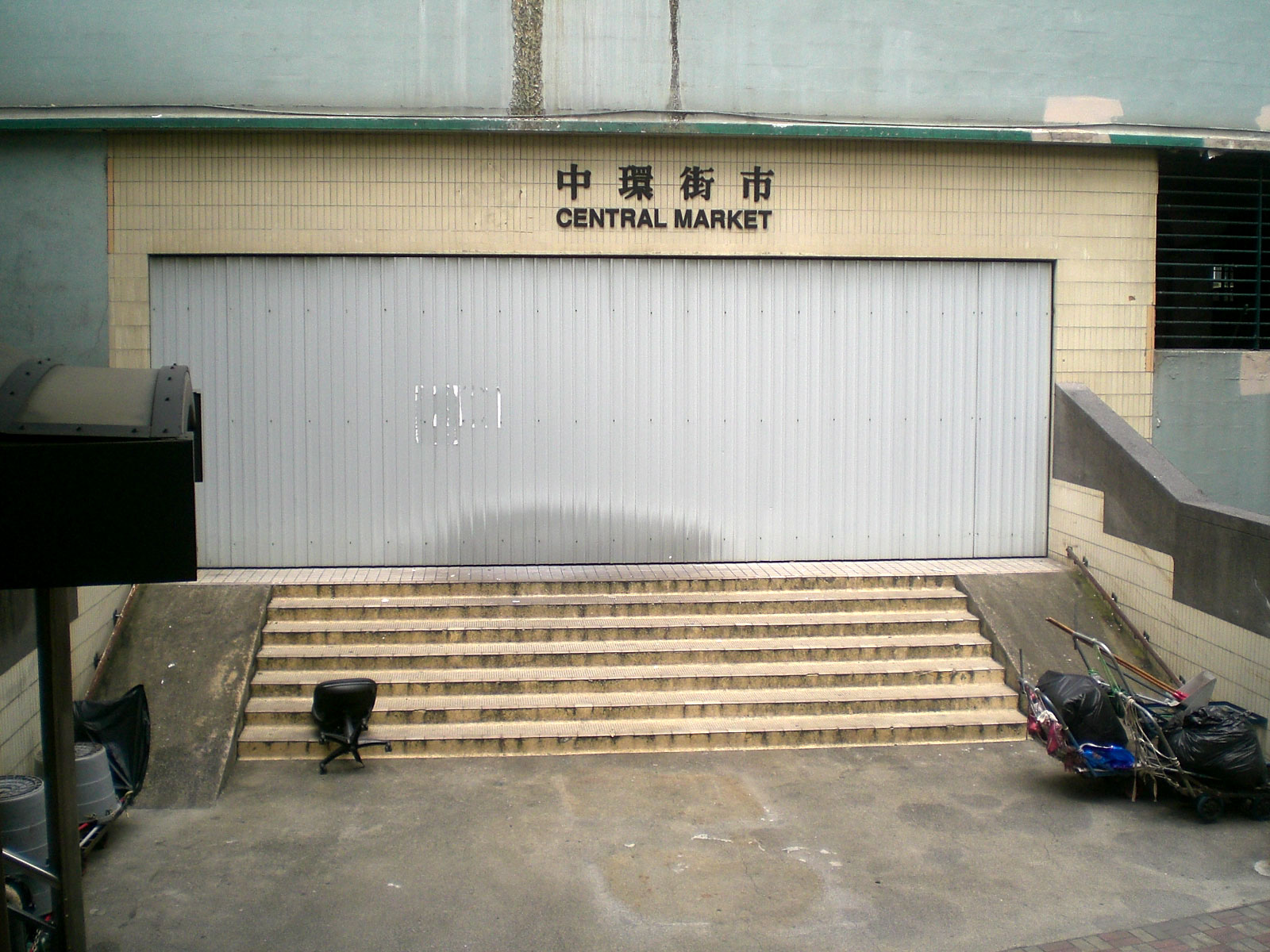
中環街市停用後已關閉的皇后大道中正門及已被拆去的市政局標誌
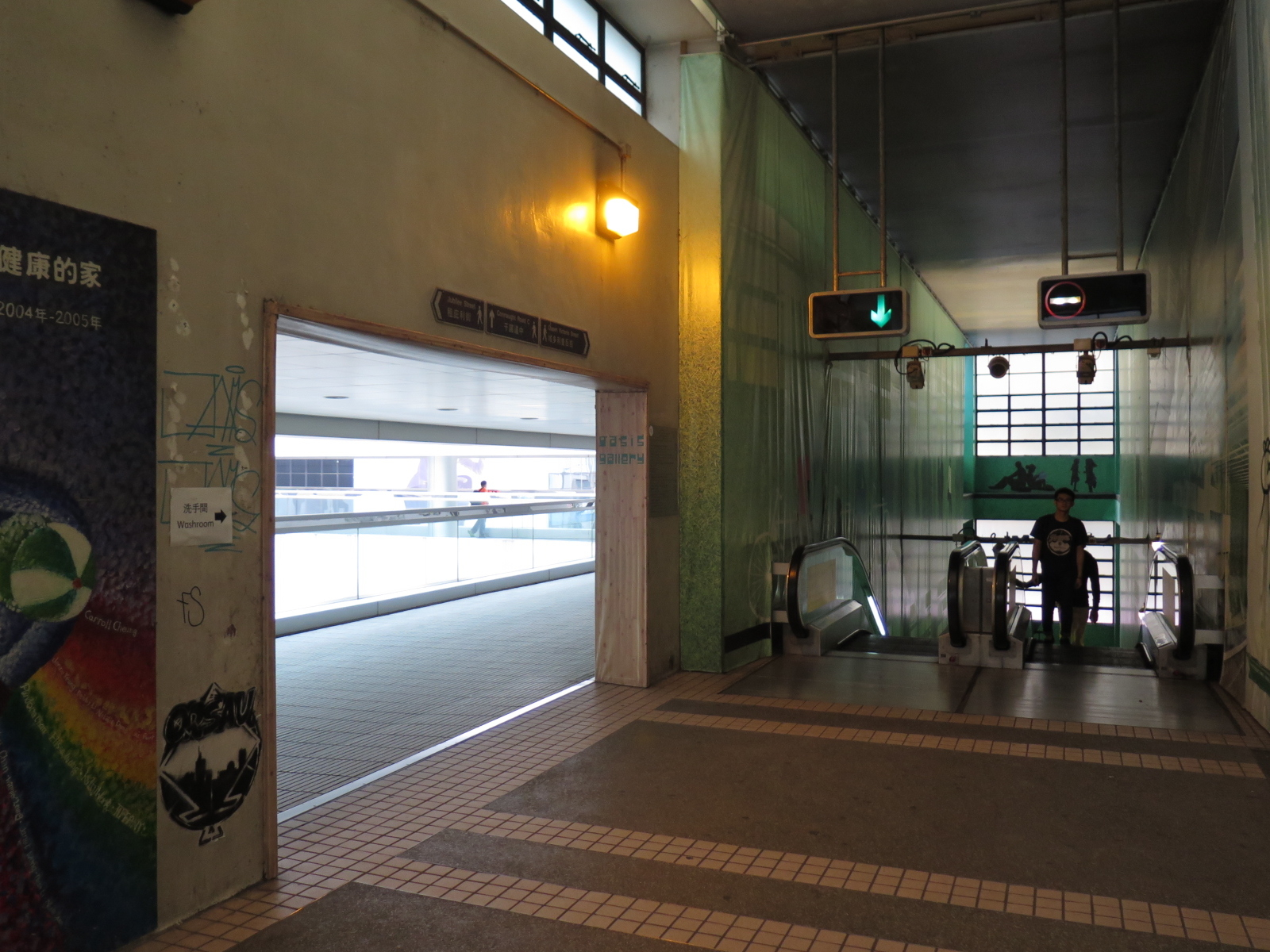
中環街市內的通道可連接恒生銀行總行大廈
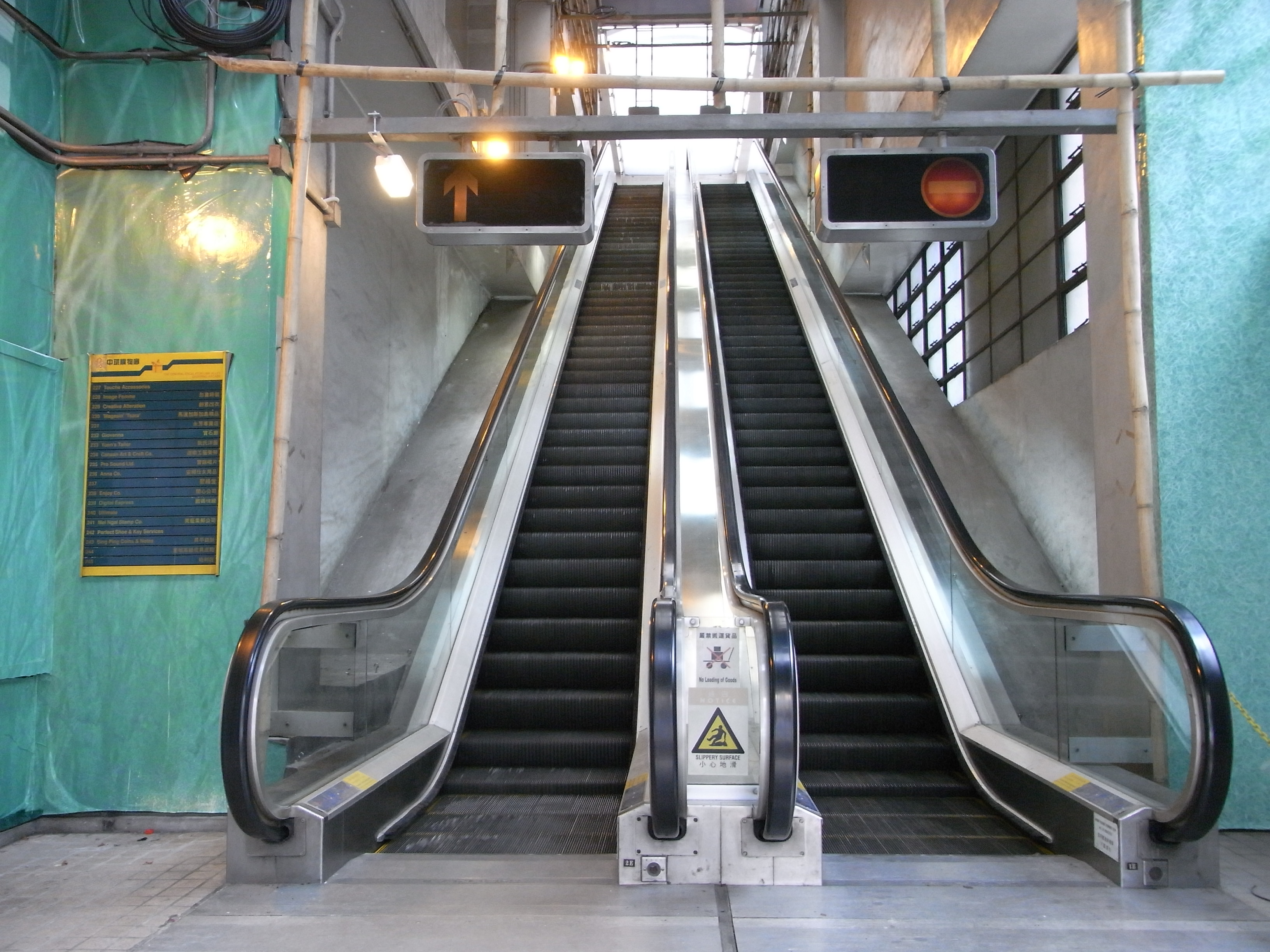
中環街市內的扶手電梯
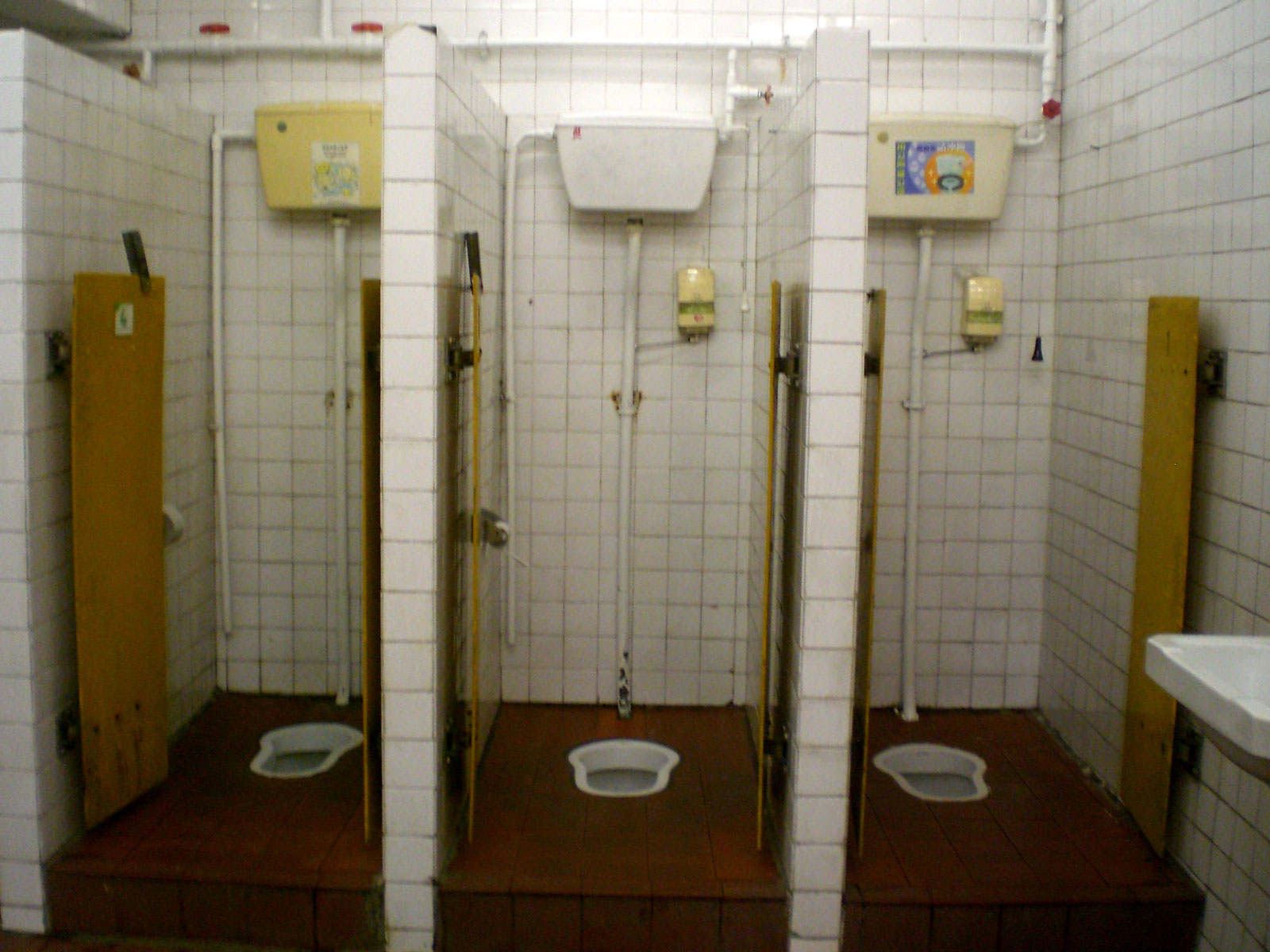
中環街市內的洗手間

## 活化計劃

### 「城市綠洲」
在2009年10月發表的《2009至2010年度香港行政長官施政報告》顯示，中環街市被剔出勾地表，交由市區重建局全面保育和活化，在鬧市中創造一個休閒點。活化後的中環街市將會成為上班人士在日間的「城市綠洲」。政府將會斥資5億元活化中環街市，市建局計劃分階段建築結構勘察，首階段工程估計可在2至3年完成，整個項目則預計需時4-5年竣工。

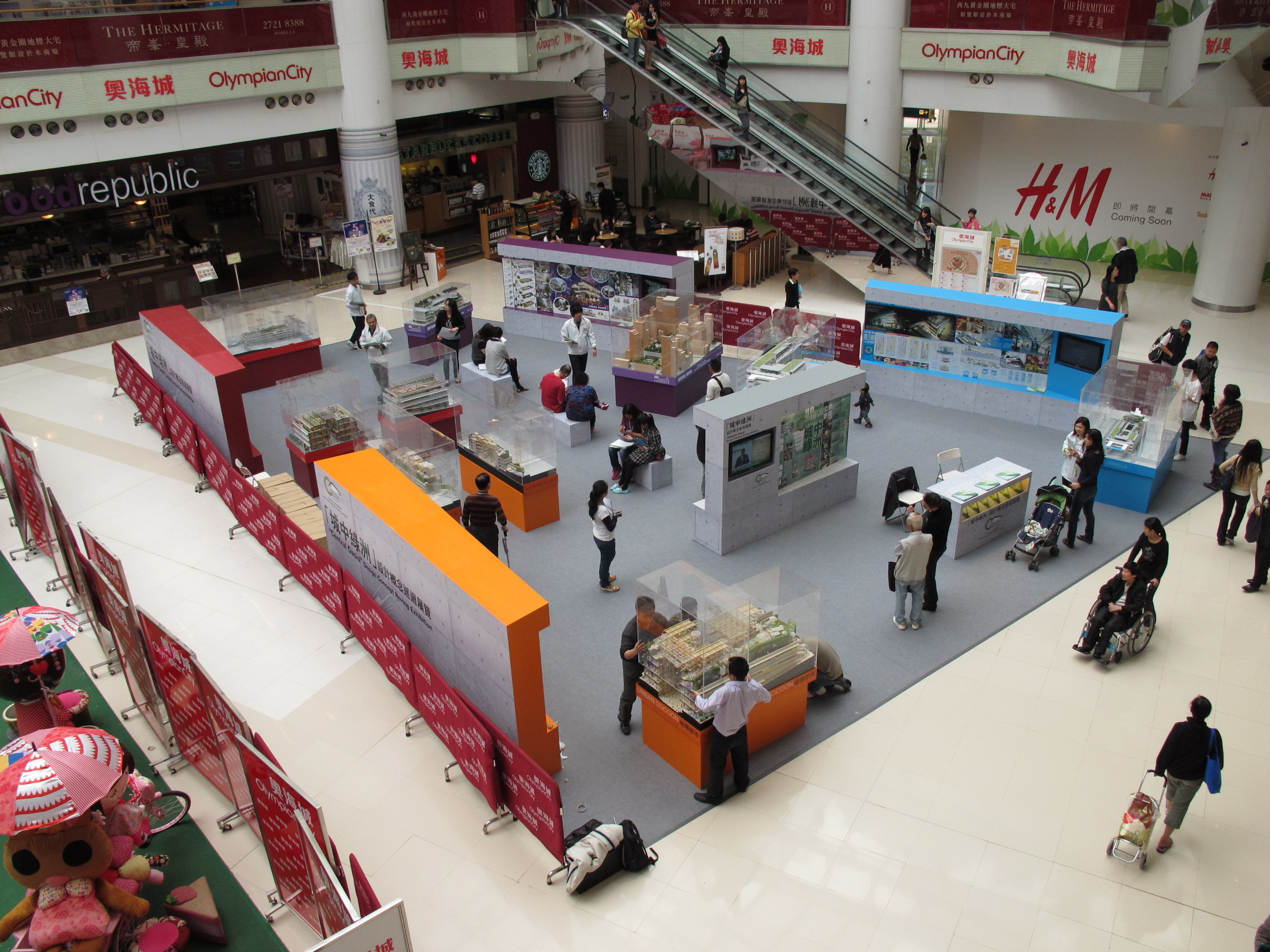
2011年，市區重建局為「城中綠洲」活化方案進行巡迴展覧

2011年11月，市區重建局經過公開招標後，選出 AGC Design 負責活化前中環街市「城中綠洲」項目。設計將會採取採取新舊兼容及啟發創意的設計，增加綠化空間，包括在天台植樹，並且考慮興建泳池，同時強化地基。市區重建局會於2012年年中前內完成整個項目的設計，於同年交由城市規劃委員會審議。
2013年1月7日，提交作為主營運者的項目意向書申請截止，市區重建局共收到9份意向書，當中包括誠品書局、三聯書店及韓國文創企業等。市區重建局將會於同年2月前由董事會轄下的遴選小組挑選出合資格的機構，邀請有關機構提交主營運者標書，最快於同年首季末或者次季初選出中標的營運商。
2013年7月19日，城市規劃委員會審批及通過「城中綠洲」項目，當中包括批准放寬建築物高度限制，准許在中環街市大樓頂加建一層大型玻璃屋，將其發展成為「漂浮綠洲」，令到建築物高度由原來的23米增加至40米。同年10月，一名大埔區聾啞居民透過本土行動成員何來協助下，入稟高等法院申請司法覆核，要求推翻城市規劃委員會的決定。

### 落實無期

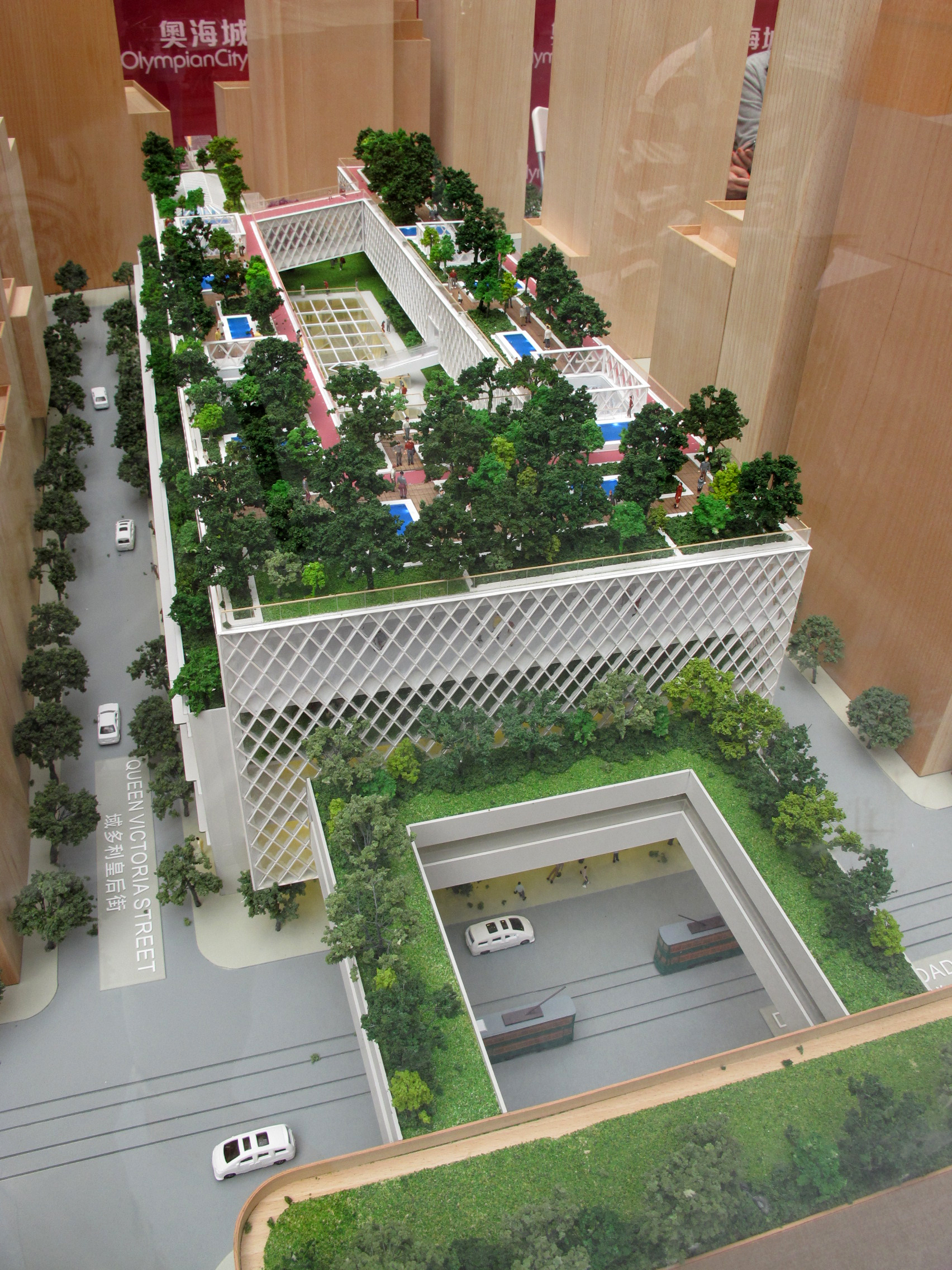
2011年「漂浮綠洲」設計方案被指造價昂貴，計劃最終於2015年擱置

2015年3月30日，有香港傳媒報道該項目出現變數，隨着建築成本不斷上漲，該項目所需要的建築費用之最新估計達逾10億港元，為最初預算的一倍。發展局就此要求市區重建局停止有關於在項目加建頂層玻璃堅層（為項目中造價最昂貴的建築部份）的「飄浮綠洲」之設計方案，着手於研究簡約的活化方案，以節省開支；不過該部份正正為「飄浮綠洲」之設計方案的重點，故此必須平衡各方面的意見，因而未有定案。翌月17日，市區重建局主席蘇慶和會見傳媒時首次披露，原本預留約5億港元用以復修的中環街市項目經過很多程序後，當中包括《中區分區計劃大綱圖》遭到司法覆核等因素，令到計劃被拖延至今仍然未動工，隨著建築成本上升，最新估算造價高達約15億港元。他認為在審慎理財原則下，各方均需要理性地討論如何推展此項目，惟重申市區重建局並無放棄計劃，不過亦無項目之落實期。而發展局則表示按照慣例，政府或者會按照個別項目所帶來的裨益和理據而考慮寬免地價。於2009年舉辦的設計比賽中勝出及中標、負責中環街市保育工程的建築師吳永順表示，感慨中環街市經空置了12年，仍然糾纏於保育何價的爭論中。他說，保育中環街市方案乃經過多輪公眾參與，有關過程必須獲得尊重。
中環街市關注組成員擔心活化計劃將被放棄而提出反建議，提出維持現有4層高的建築，提供129,000平方呎的空間，由老字號、社會企業及創意工藝等行業小店進駐；參考了元創方於2010年的造價，推算中環街市僅需要7億港元就可以活化，工程時間亦可以縮短至1至2年。

### 轉為簡約方案 不設天台花園

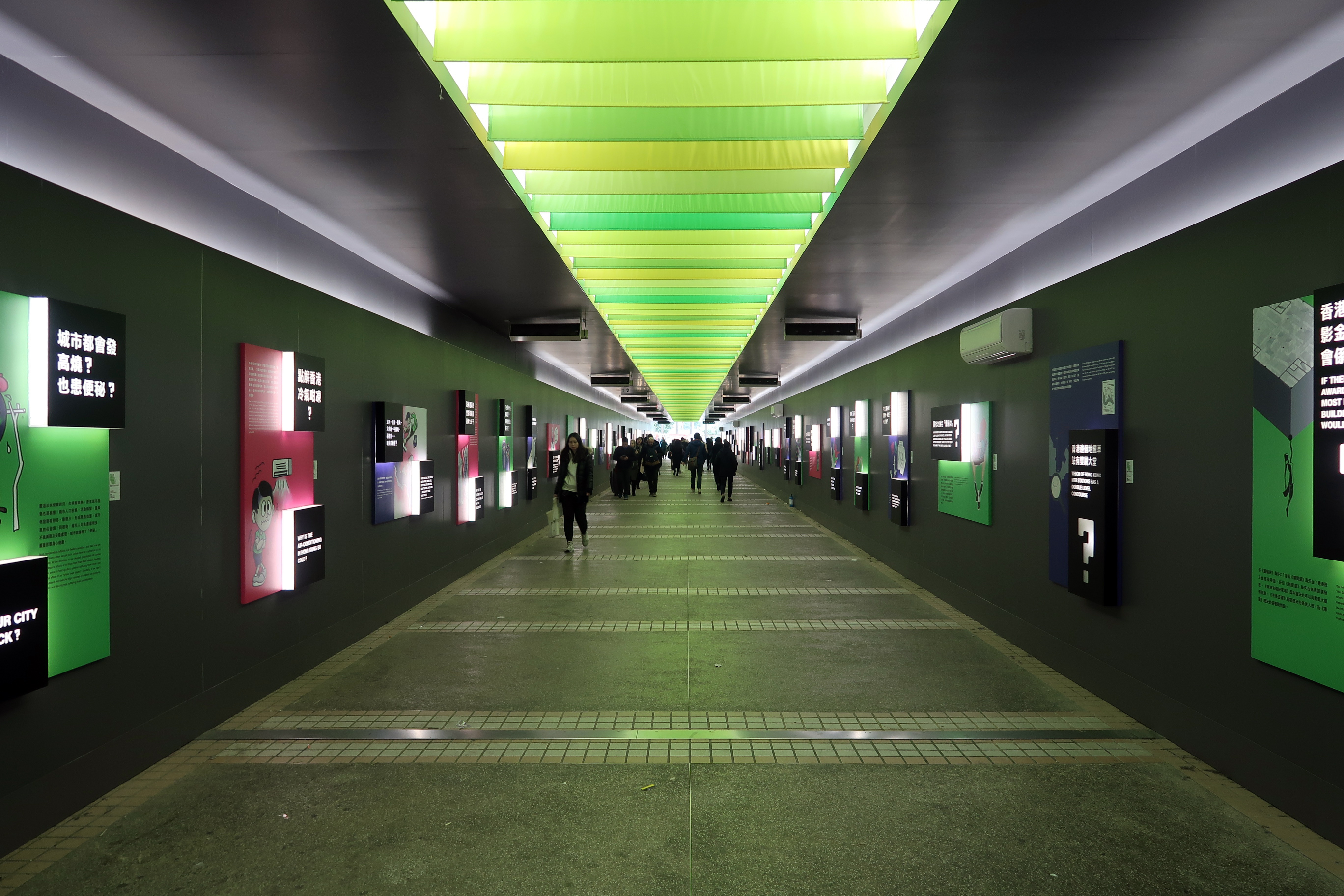
2018年中環街市行人通道，以臨時圍板及通道進行展覽，主題為「城市冷知識」

2015年9月22日，活化方案推倒重來，市建局董事會通過6億元簡約方案，放棄頂層加建玻璃屋的「漂浮綠洲」及空中花園舊方案，新方案只會加固地基及加裝消防系統等，並於中庭及入口廣場提供合共1000平方米公共空間，較舊方案省9億元。市建局於2015年12月向城規會提交申請，當作公眾諮詢，唯新方案綠化範圍大減，並清拆皇后大道中的公廁，改建為300平方米的小廣場及公共空間。
記者向建築師學會本地事務部主席何文堯出示街市的新概念圖，他形容新方案的綠化大幅減小，失去了「城中綠洲」的特色，對改善區內空氣質素幫助不大。而項目亦偏離當日規劃，須提供最小1000平方米的公眾休憩用地，主要屬天台花園形式的意向。
城規會在諮詢期間收到105份意見書，當中8份贊成、21份反對，其餘77份只是表達意見和關注。城規會於2016年3月18日有條件通過簡約方案。市建局建議保留不同類型的攤檔，但最多只會保留5至6個，並會提供不少於1,000平方米的公眾休憩用地。但需就拆卸街市面向德輔道中的末端立面、域多利皇后街地下的出口的詳細設計，日後需再提交予城規會審批。2016年9月獲城規會批准的修訂方案中，獲保留攤檔增至13個，而面向德輔道中的末端立面落實重建為玻璃幕牆，幕牆會重塑中環街市落成時的原來形態。市建局在2017年10月中正式授權承建商進行活化工程，商議多年的重建計劃終於推進至新階段。

### 活化及重新開放

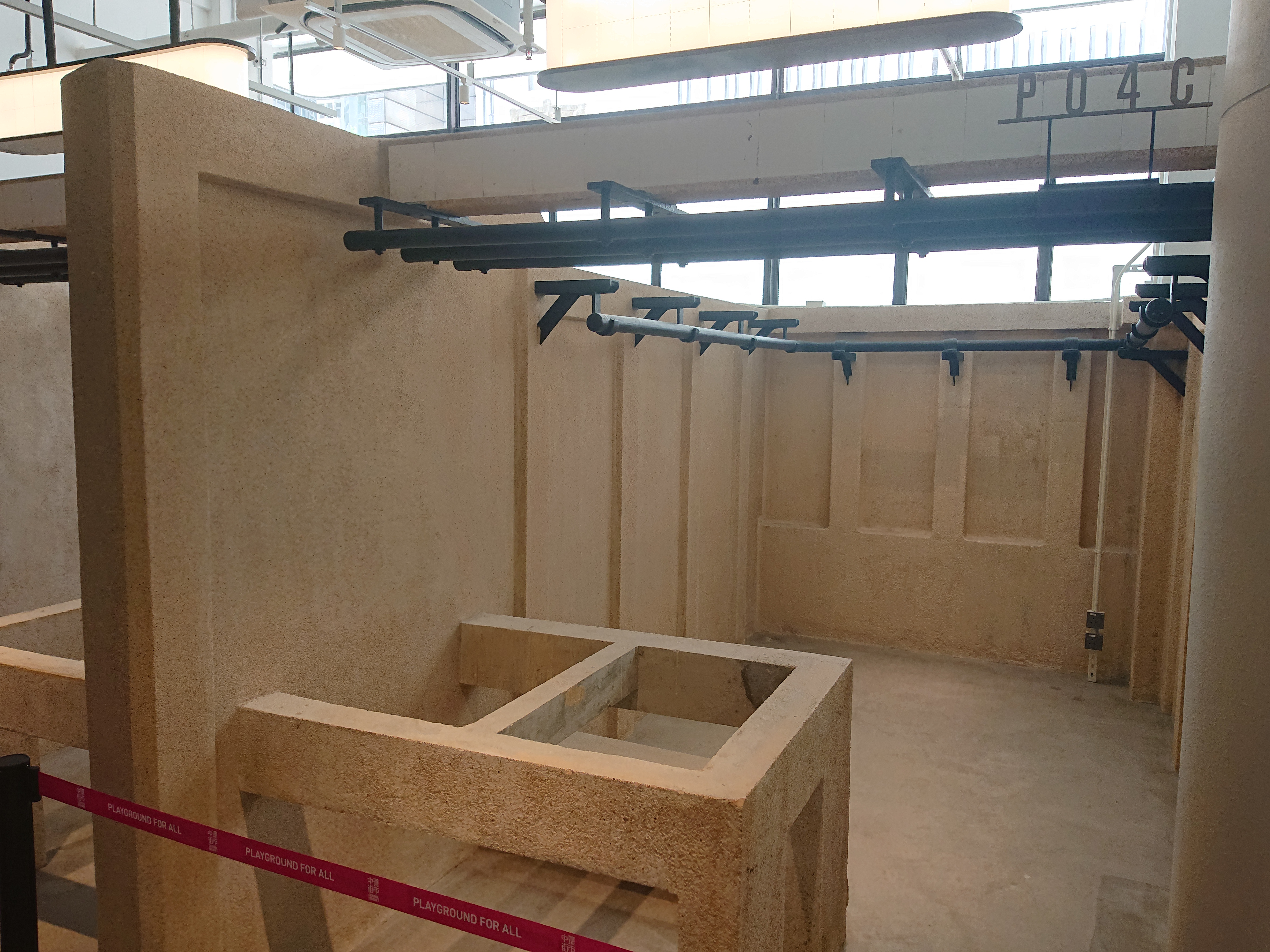
活化後的舊檔口

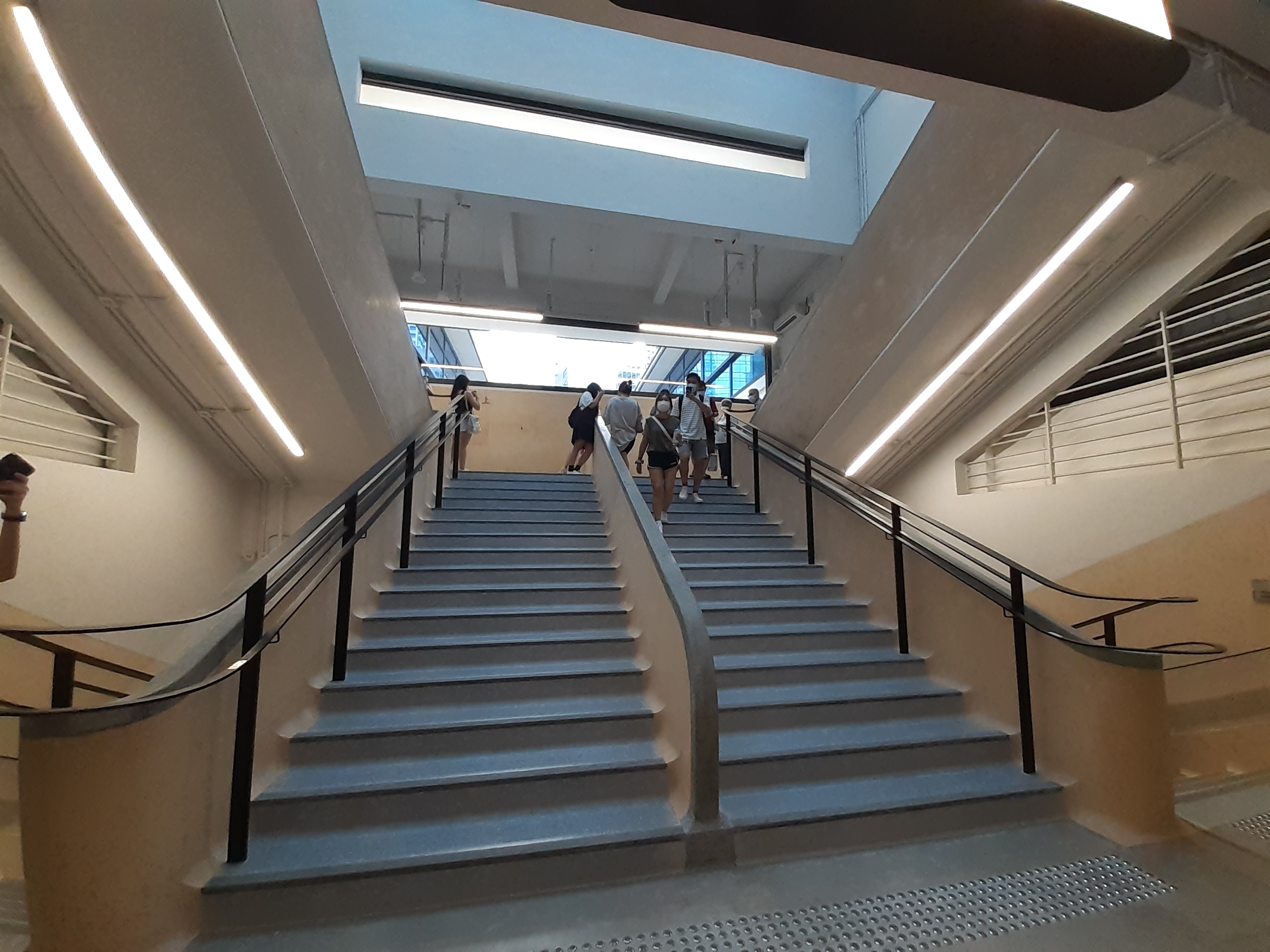
活化後的主樓梯

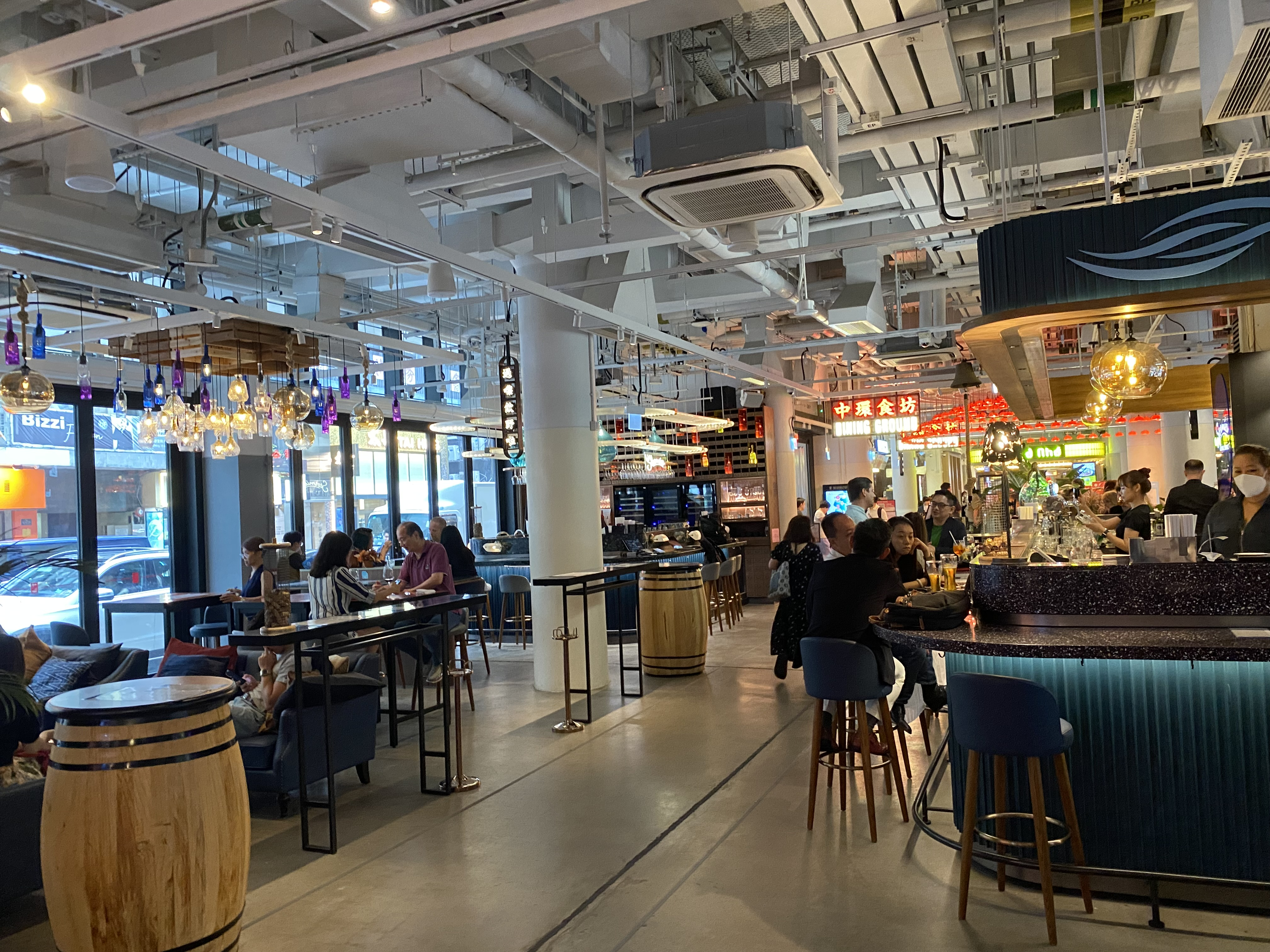
活化後的飲食檔口

工程在2020年完成，一半樓面屬於行人通道和公共休憩空間等。餘下可出租的樓面大約60892平方呎，提供大眾化飲食、零售等樓面。市建局在同年12月初就營運合約進行招標，並獲得3份營運計劃書，據悉包括華懋和會德豐等入標。到2021年2月8日，華懋集團旗下的貴益有限公司奪得營運權，為期10年。市建局會支付公共空間的管理及保養支出，項目在2021年8月23日開始首階段營運。華懋發表公告，希望商場能夠促進本地品牌和初創企業成長。
而場內設逾百個「無邊界空間」的零售或食肆空間，包括街頭小吃、本地品牌和文青小店。主要租戶包括環保生活百貨店Slowood。而13個保留的街市檔口，將開設老字號商店，如金源米業，南丫天虹和社企銀杏館等營運。一樓設有佔地2500方呎的大型活動場地，可舉辦講座、展覽以及文化藝術表演。場內亦將設有約100個座位予公眾使用。
- 地下入口的紅燈罩
- 活化後的零售檔口
- 活化後的中庭
- 活化後的行人通道
- 活化後的洗手間
- 扶手電梯上設玻璃天幕
- 中區市政分處標誌
- 獲保留的域多利皇后街長型街牌
- 石洗滌槽

## 文化作品

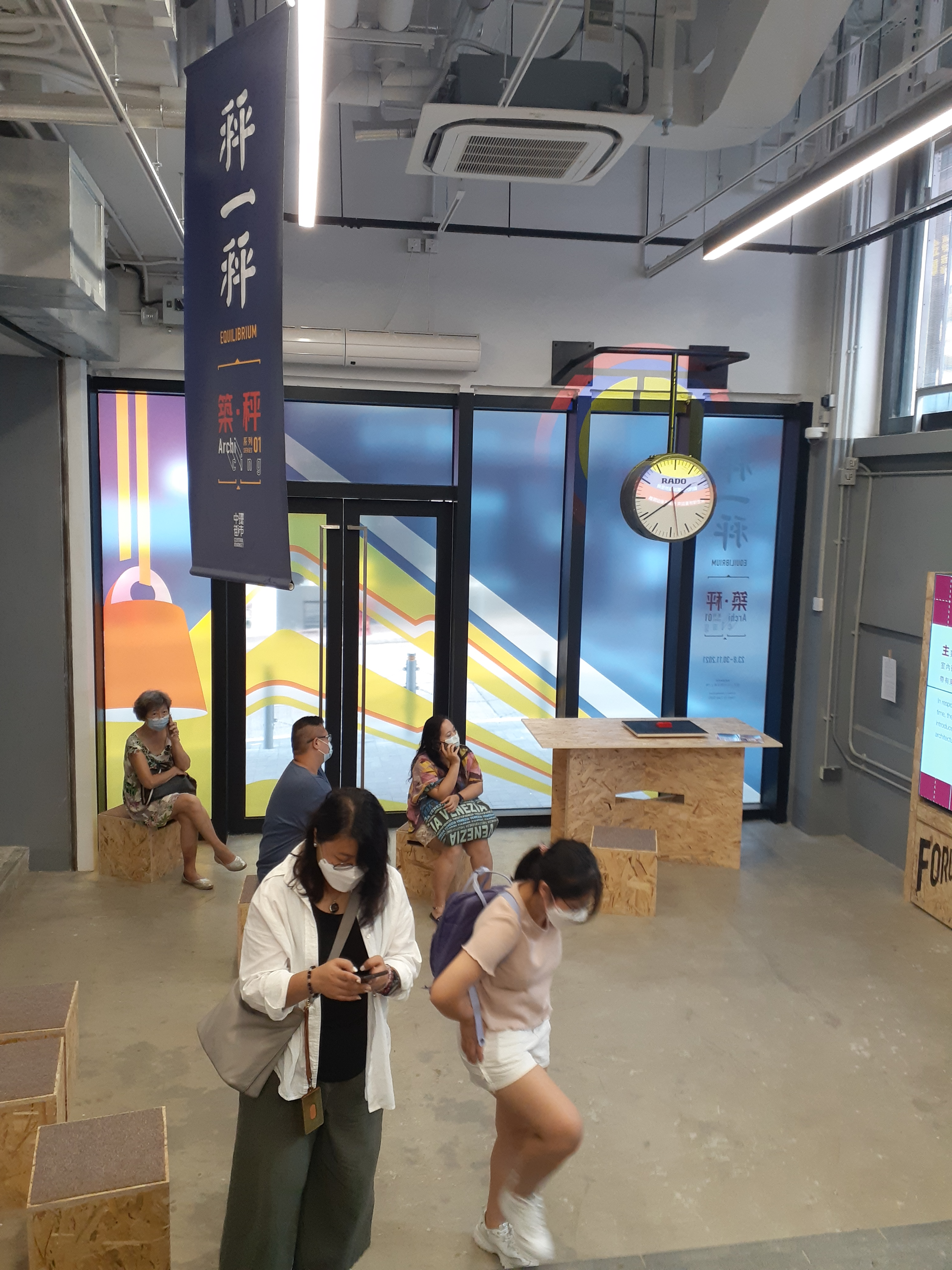
懸掛於主樓梯的時鐘活化後被重置於街市一樓 Legacy Hall

被譽為「東方布列松」，喜以草根階層生活為主題的香港攝影師何藩，有多幅1950年代至60年代的黑白作品皆以中環街市正門進入後使用的主樓梯之轉角作背景，包括《午夜閒聊 Afternoon Chat》（1956年）、《街市梯間 Market Stairway》（1959年）、《迷離階梯 Smokey Staircase》（1959年）、《地獄 Inferno》（1962年） 等。

## 意外
2019年8月1日下午近2時，街市內的24小時行人通道上方一幅面積17米乘5米的假天花突然塌下，市民慌忙走避，沒人受傷。市建局表示熱帶風暴韋帕所帶來的持續暴雨，引致積水滲進通道內假天花積聚不勝負荷，最終下塌。

## 附近街道
- 域多利皇后街及租庇利街：分別位於街市東和西面，原址是第一代中環街市建築旁的民居，而其命名紀念1887年維多利亞女皇登基五十周年。[31]

## 鄰近
- 100QRC
- 中環中心
- The L.place
- 恒生銀行總行大廈
- 中區行人天橋系統
- 中環至半山自動扶梯系統

## 相關參見
- 中西區
- 摩登流線型建築
- 香港除夕倒數

## 外部連結
- 官方网站
- 中環街市的Facebook專頁
- 中環街市的Instagram帳戶
- YouTube上的中環街市頻道
- 市建局活化中環街巿城中綠洲項目介紹（2010-2012）
- 香港地方%20中環街市介紹（页面存档备份，存于）
- 香港建築師學會副會長吳永順談中環街市（页面存档备份，存于）
- 活化中環街市最緊要內涵 《明報》 2013年5月26日
- Central Market, 2nd Gen, 1895 photographs（页面存档备份，存于）- Industrial History of Hong Kong Group（英文）